# 혼다 어코드
혼다 어코드(Honda Accord)는 일본의 혼다에서 제작하는 전륜구동 중형 승용차이다. 동급 경쟁 차량으로는 현대 쏘나타, 기아 K5, 쉐보레 말리부, 르노삼성 SM6, 토요타 캠리, 폭스바겐 파사트, 닛산 알티마 등이 있다.

## 1세대

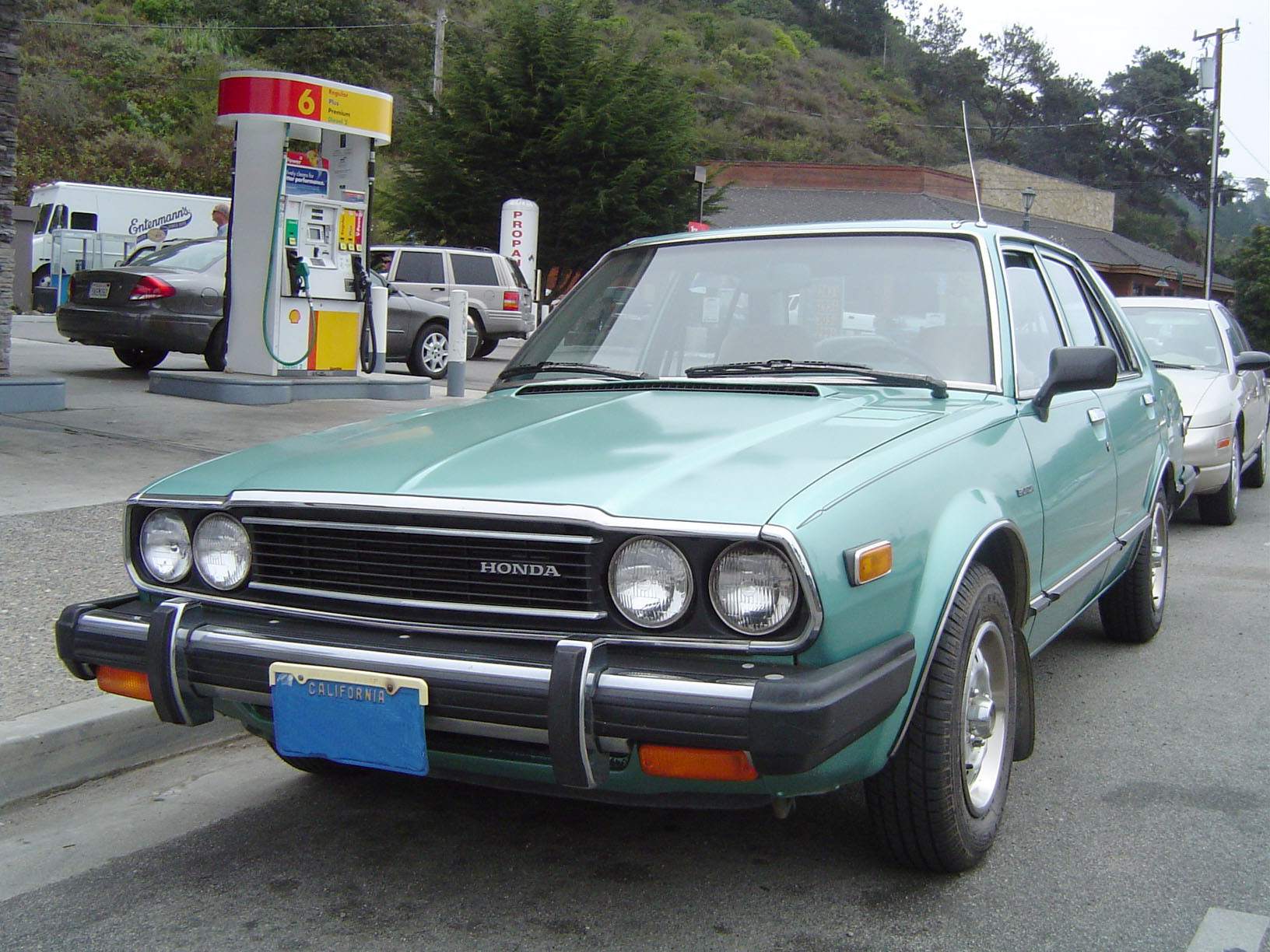
혼다 어코드 정측면

1976년에 출시되어 1300의 자리를 채웠다. 출시 당시에는 중형 3도어 해치백이 먼저 선보였으며, 자사의 시빅보다 상위 차종에 위치되었다. 4도어 세단은 1977년에 출시되었다. 설비 투자를 억제하기 위해서 혼다 시빅용 1.5L 엔진을 기반으로, 스트로크가 최대한 올라간 엔진이 장착되었다. 1978년에는 1.8L 엔진이 추가되었다.

## 2세대

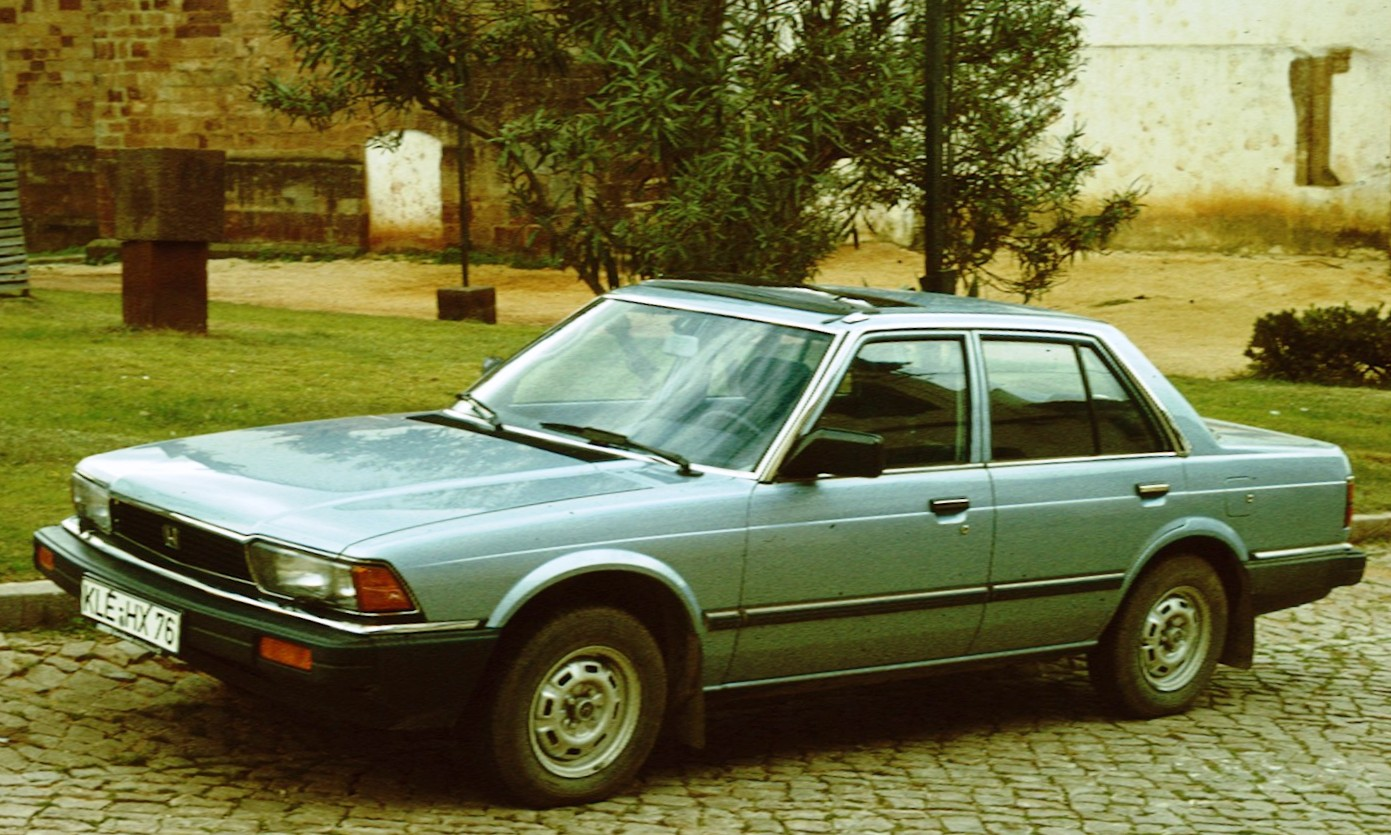
혼다 어코드(전기형) 정측면

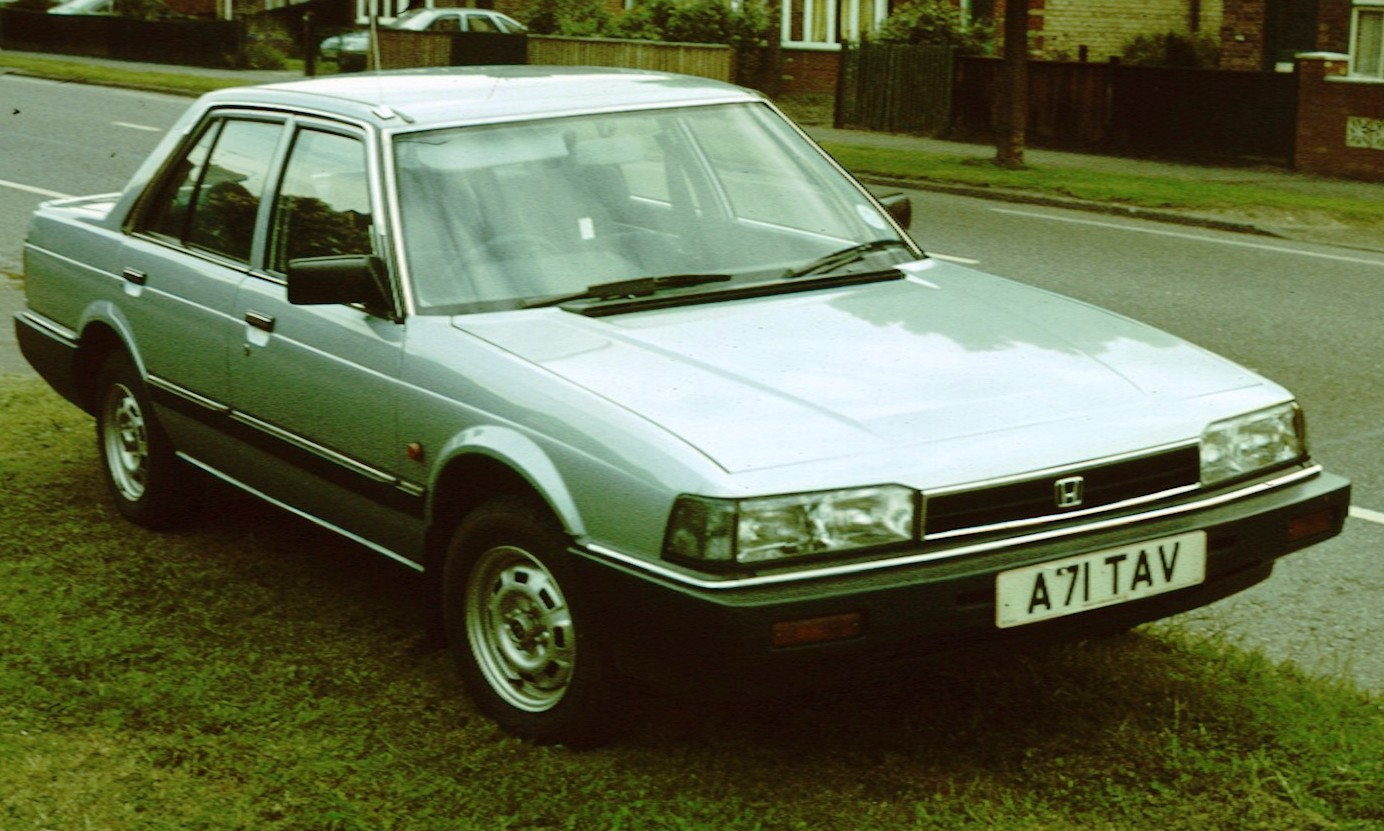
혼다 어코드(후기형) 정측면

전·후의 하중 변화에 의해 2단계의 전고 변화가 가능한 오토 레벨링 서스펜션이 옵션으로 마련되었고, 크루즈 컨트롤은 모든 트림에 장착되었다. 1983년에는 ABS가 일부 트림에 장착되었다. 미국에서 생산한 최초의 일본차이기도 하다.

## 3세대

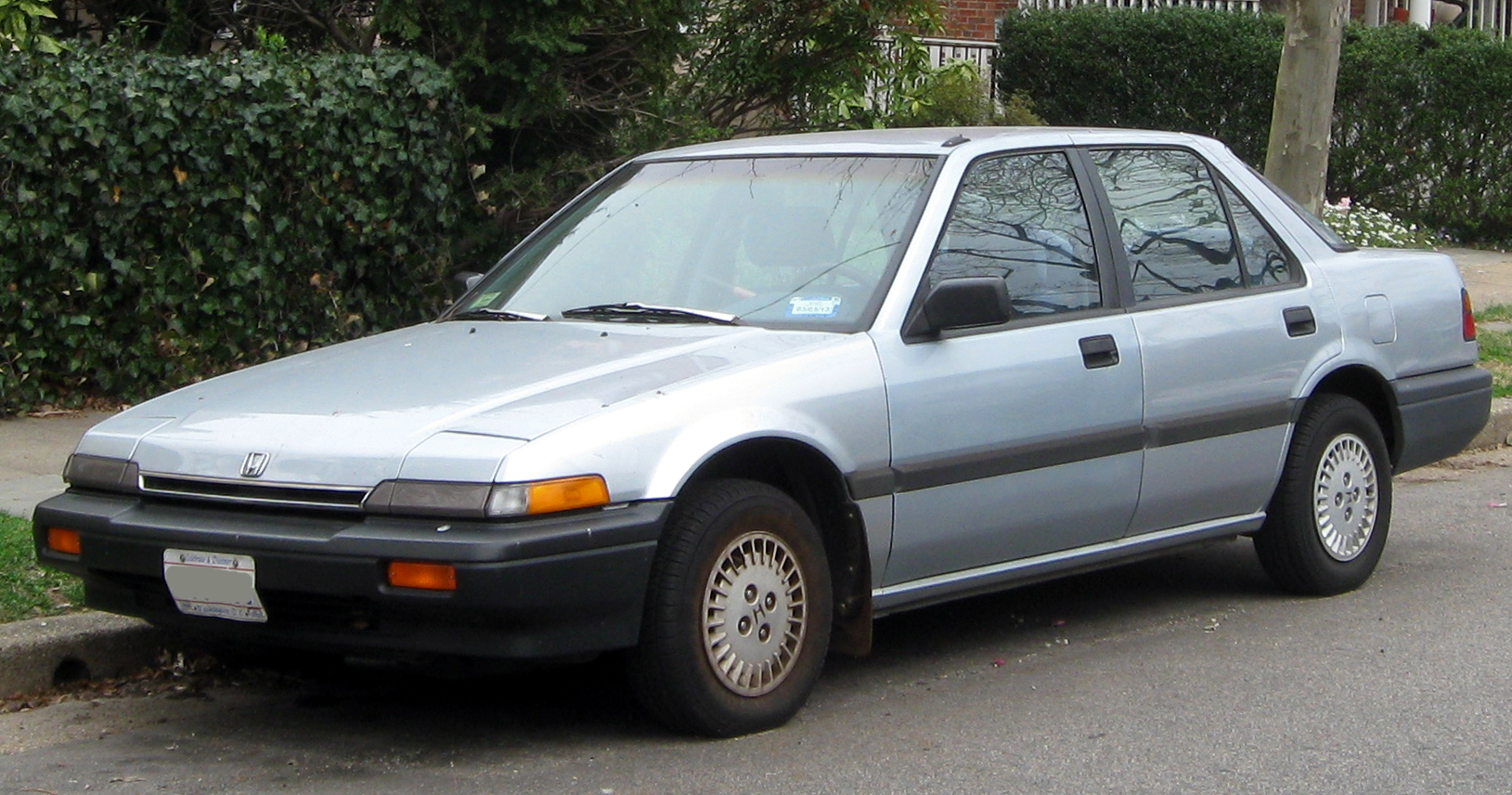
혼다 어코드 정측면

레이싱 카나 스포츠카에 주로 장착되는 더블 위시본 식 서스펜션이 전륜구동 방식의 대량 생산차로는 처음으로 장착되었다. 일본, 북미, 오세아니아 사양은 리트랙터블 헤드 램프가 적용되었으나, 유럽 사양은 일반적인 고정형의 4등식 헤드 램프가 적용되었다. 출시된 해인 1985년에는 일본 올해의 차를 수상했다. 1988년에는 미국에서 생산된 2도어 쿠페의 일본 내 판매가 개시되었는데, 일본 외의 다른 국가에서 생산된 차량을 일본 내로 수입해 판매하는 것은 일본 자동차 제조사 중 최초였다.

## 4세대

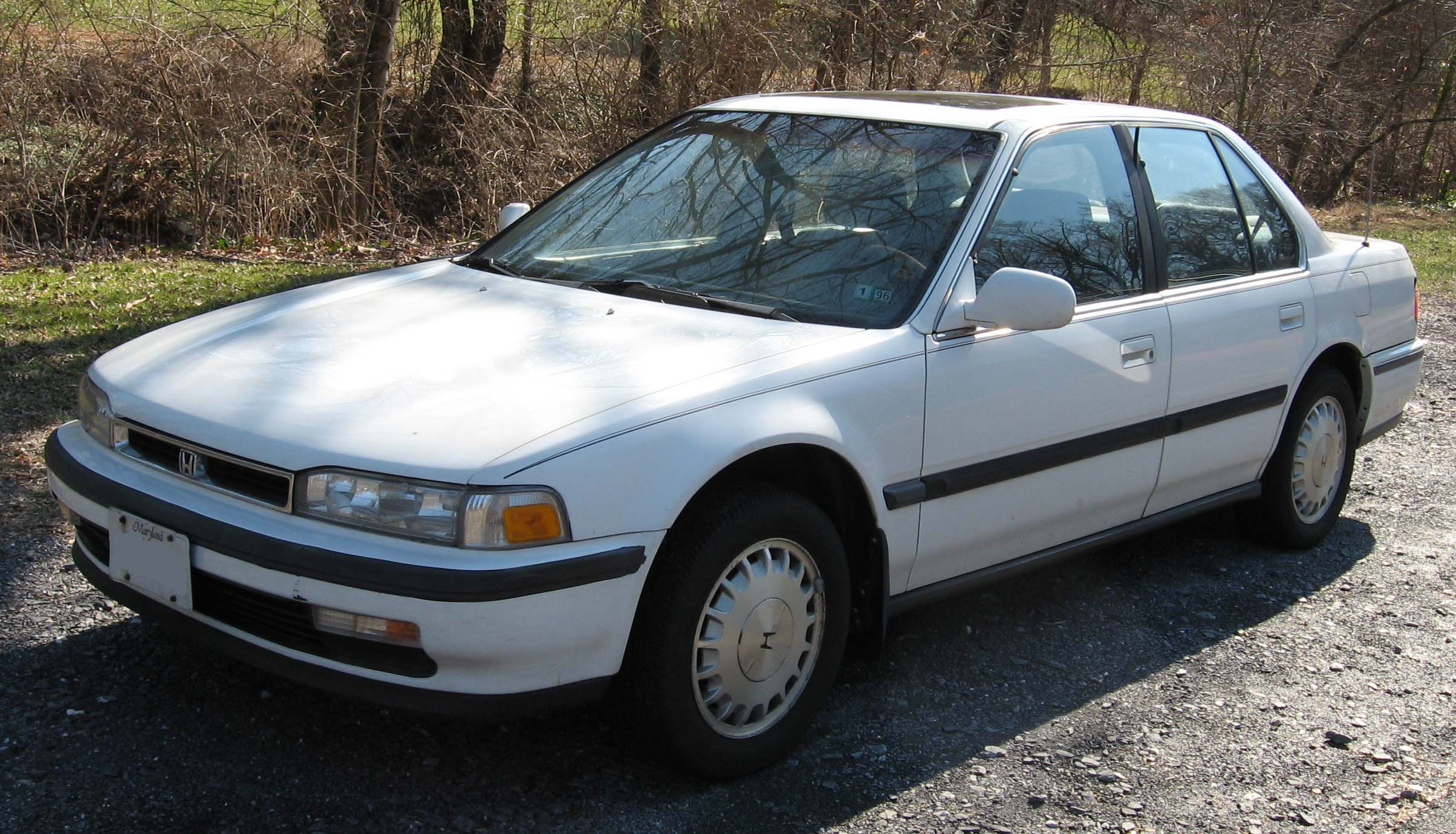
혼다 어코드(전기형) 정측면

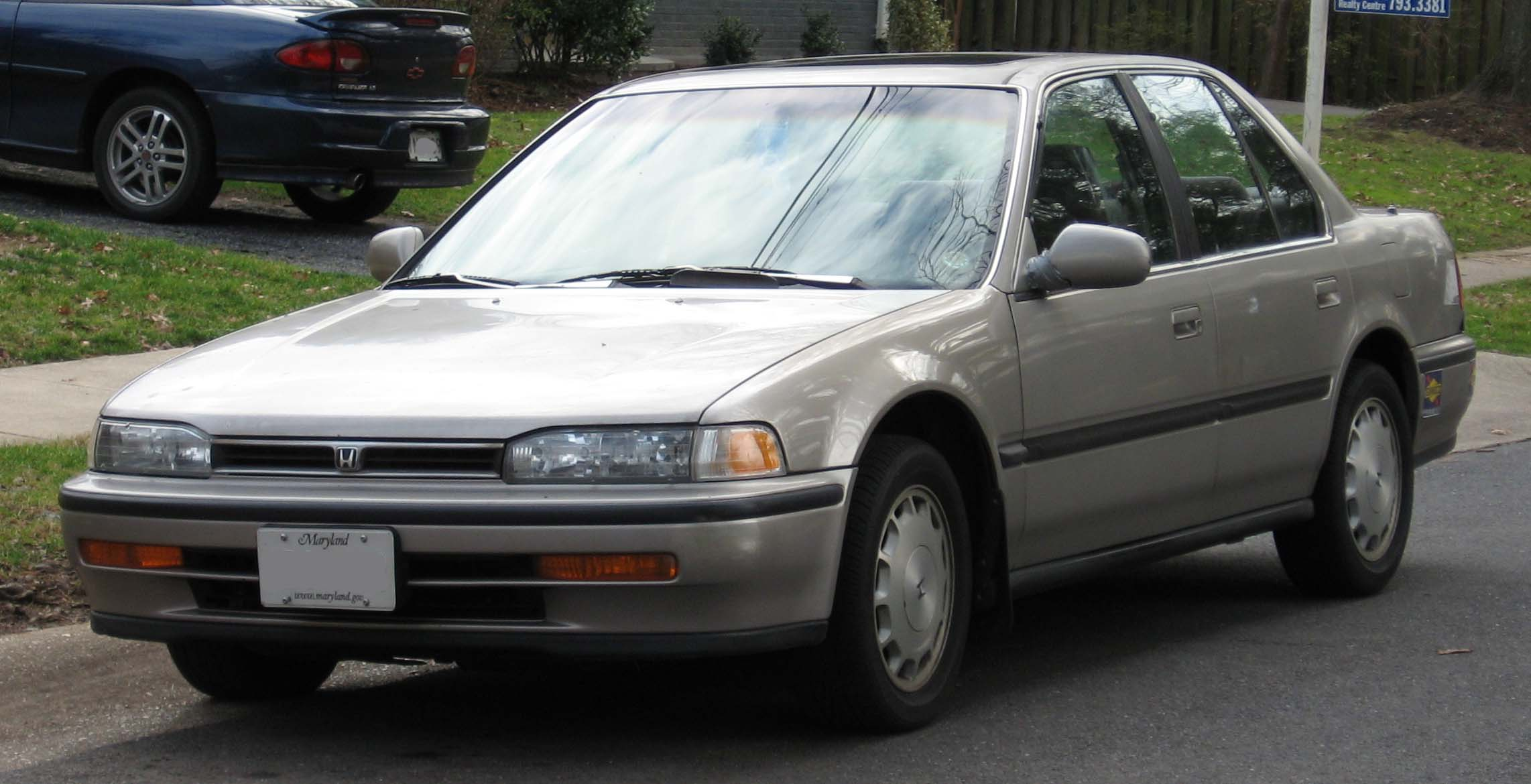
혼다 어코드(후기형) 정측면

1세대부터 생산되어 온 3도어 해치백은 생산이 중단되었으나, 4도어 세단과 2도어 쿠페 외에 5도어 스테이션 왜건이 더해졌다. 3세대와 같은 더블 위시본 식 서스펜션에 스트로크를 늘려 승차감이나 노면에서의 추종성이 향상되었다. 일본에서의 판매는 부진했으나, 미국에서는 3년 연속 승용차 부문 판매 1위를 기록했다. 대한민국에는 대림자동차를 통해 미국 생산분이 한때 판매되기도 했다.

## 5세대

### 일본/북미 사양

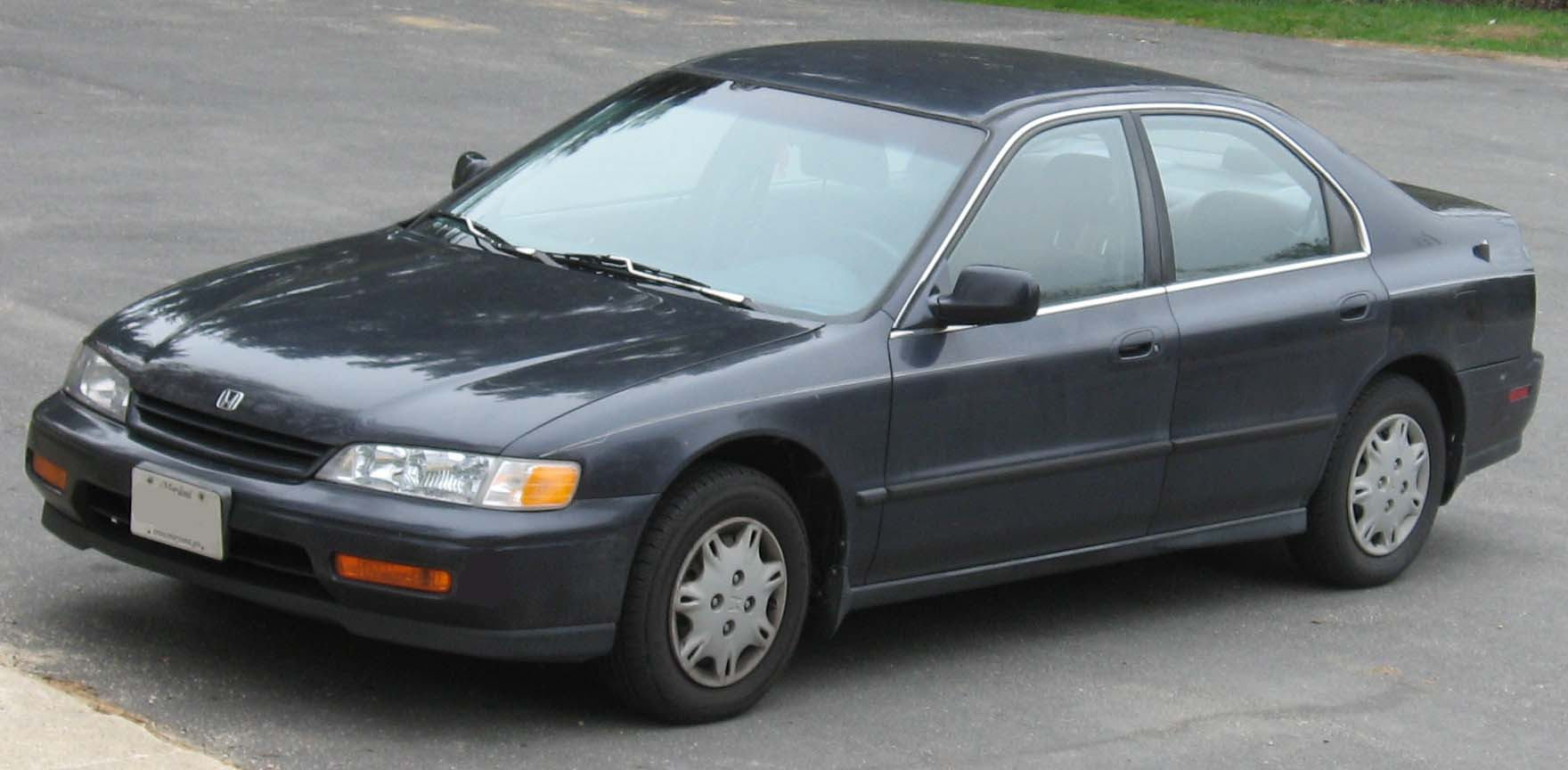
혼다 어코드(전기형) 정측면

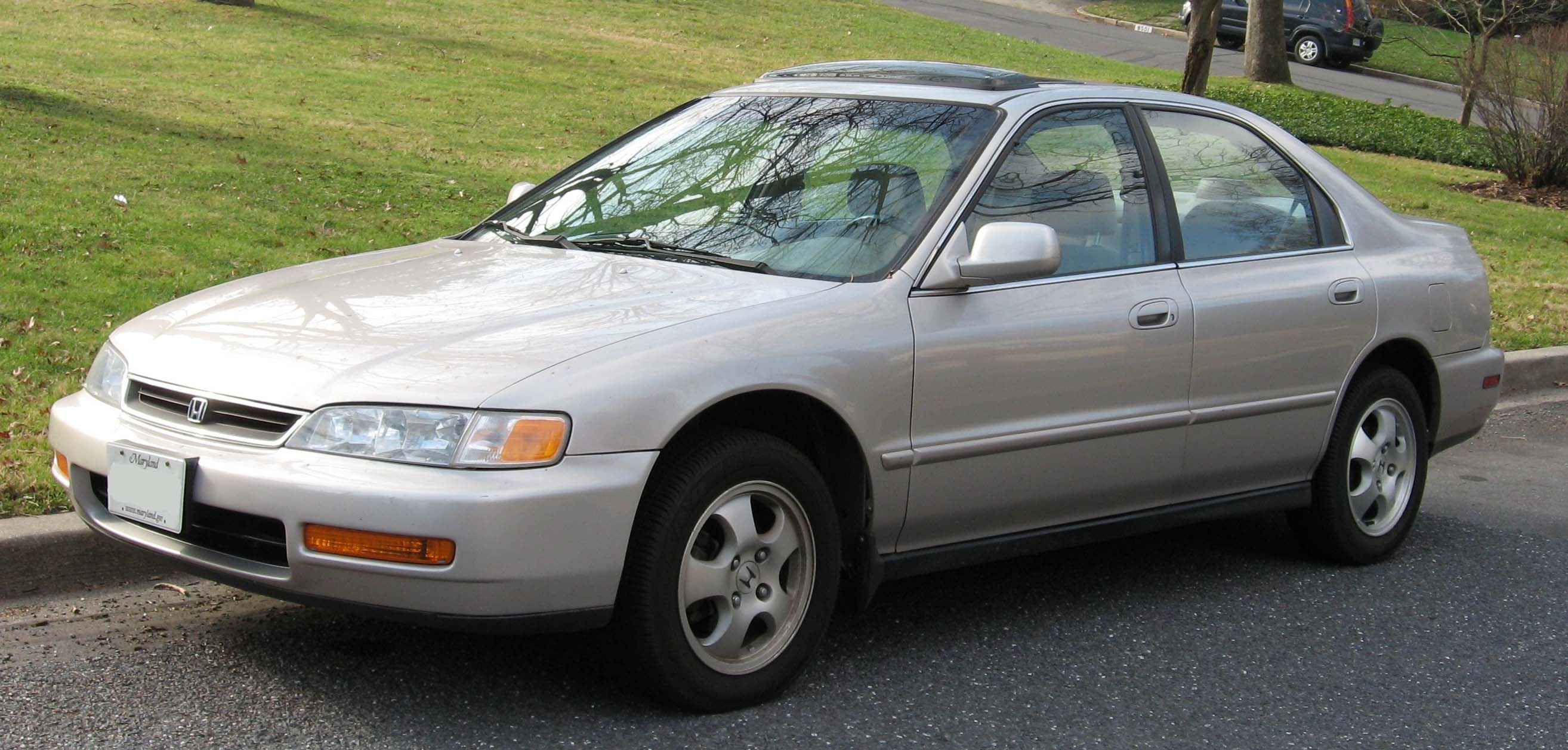
혼다 어코드(후기형) 정측면

전장은 4세대보다 약간 짧게 되었지만, 실내 공간은 4세대와 큰 변화가 없다. 2도어 쿠페와 5도어 왜건은 1994년에 풀 모델 체인지 거쳤고, 여전히 미국에서 생산되었다. 출시된 해인 1993년에는 일본 올해의 차를 수상했다. 대한민국의 대우자동차에서 이 차량을 프린스의 후속으로 도입하려고 하였으나 결렬되었고, 대신 독자 개발한 중형 세단인 레간자를 출시하게 되었다.

### 유럽 사양

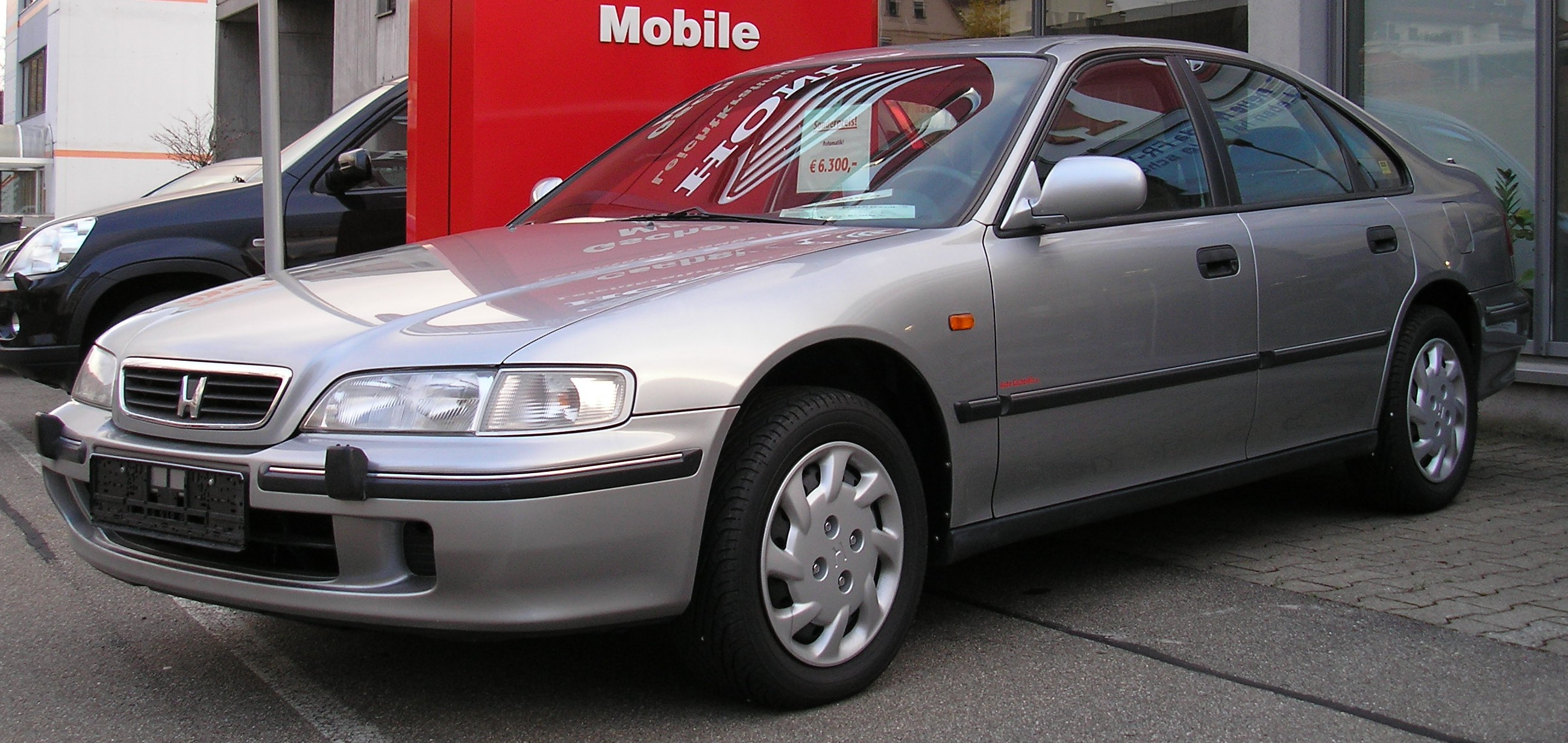
혼다 어코드 정측면

유럽 사양은 일본에서 아스코트 이노바로 출시되었다. 아스코트 이노바와 동일한 차종이나, 세부적인 디자인과 도어 프레임의 유무 등이 다른 점이다. 유럽 일부 국가에서는 해당 모델도 판매되긴 했으나, 북미형 왜건과 쿠페 모델도 동시에 판매되었다.

## 6세대

### 일본 내수 사양

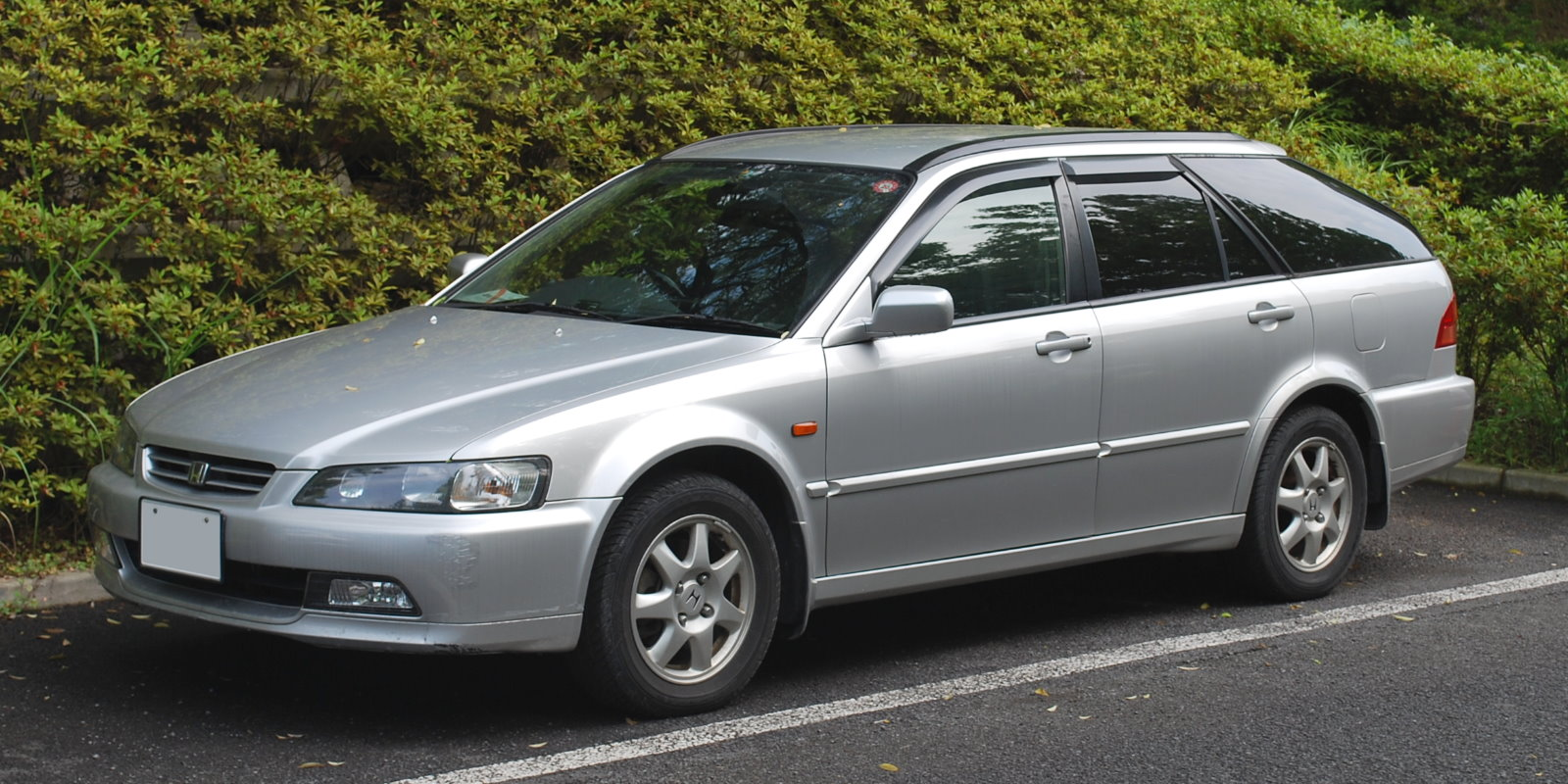
혼다 어코드 왜건(전기형) 정측면

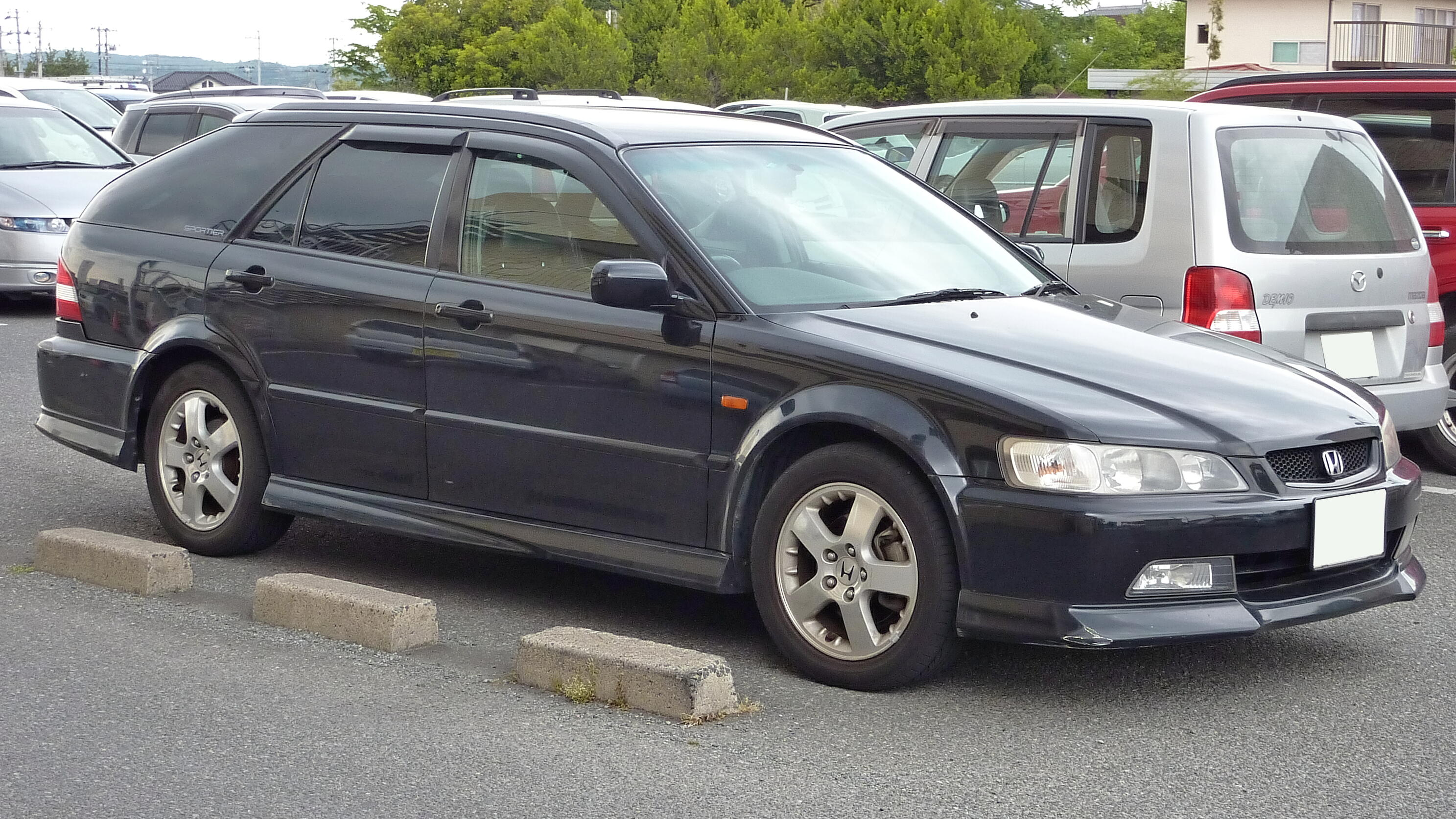
혼다 어코드 왜건(후기형) 정측면

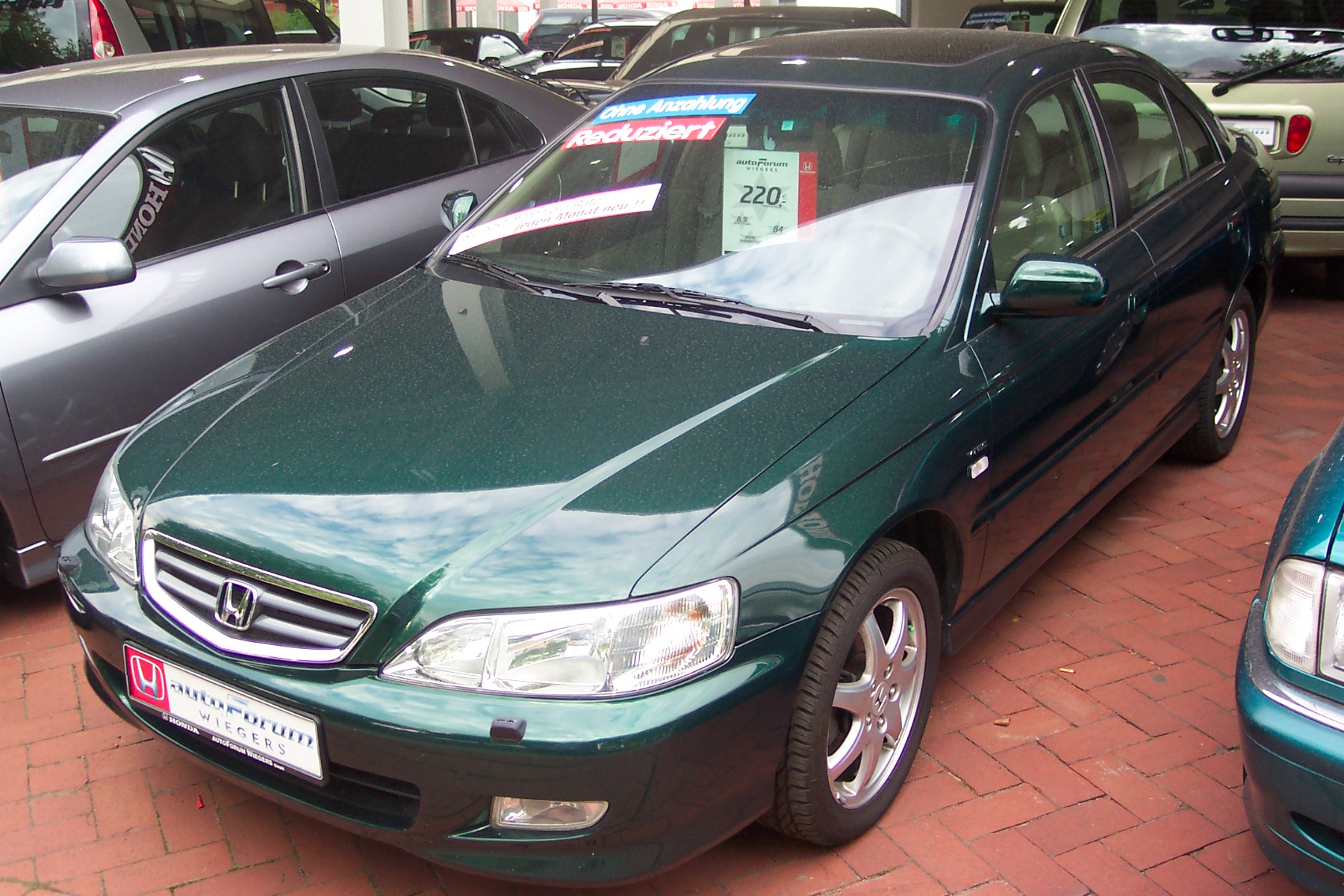
혼다 어코드 정측면

6세대는 일본 사양, 유럽 사양, 미국 사양 등 3가지의 차체로 나누는 모험을 감행해 국가별 소비자들의 취향에 맞게 판매되었다. 4도어 세단과 5도어 스테이션 왜건이 있었다. 일본의 도로 사정을 감안해 전폭을 1,700mm 미만(어코드 유로 R은 1,720mm)으로 설계하는 등 차체 크기의 확대를 억제했고, 차체 강성을 큰 폭으로 높였다. 4도어 세단의 형제차로 토르네오가 있었다.

### 북미 & 아시아 사양

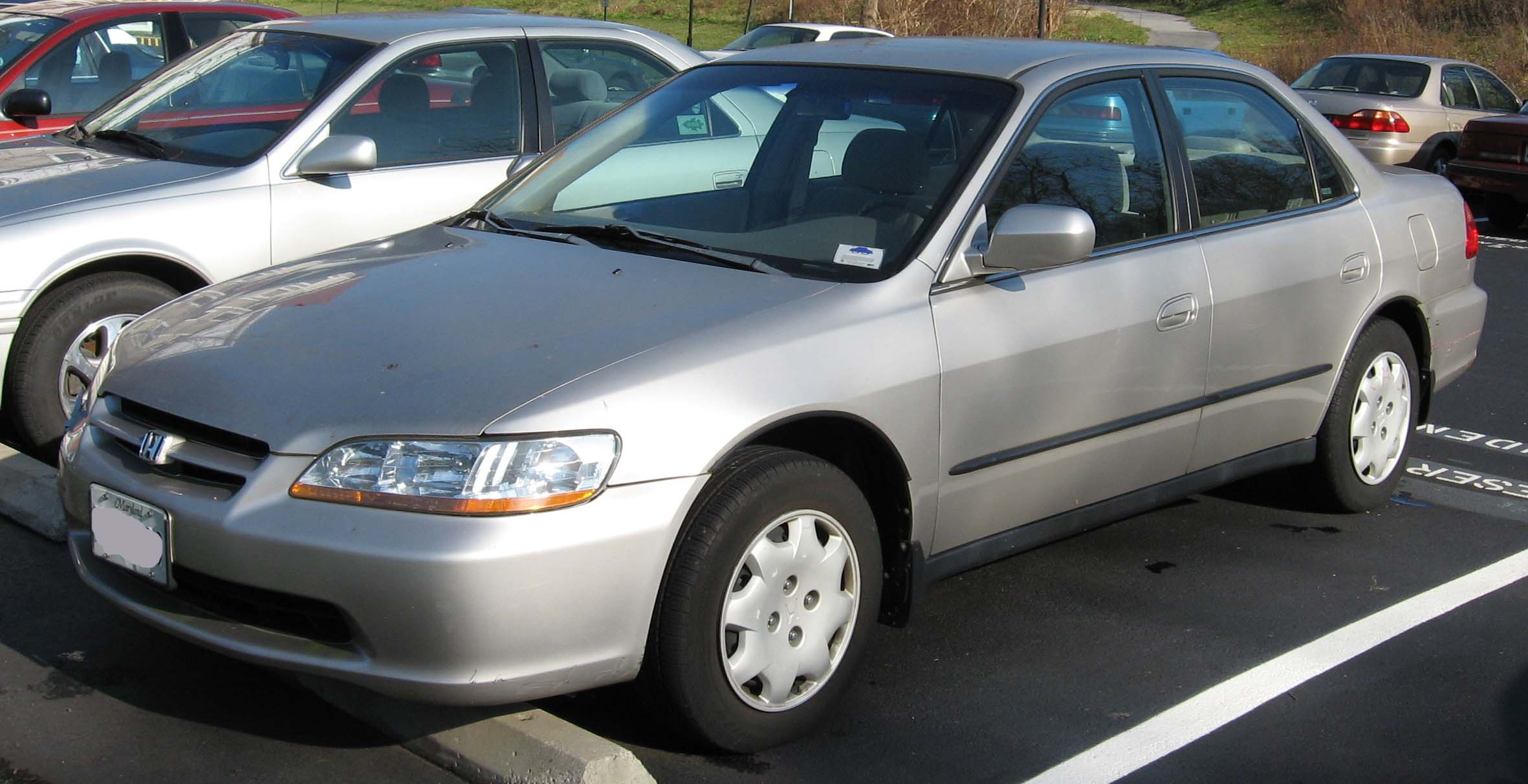
혼다 어코드(전기형) 정측면

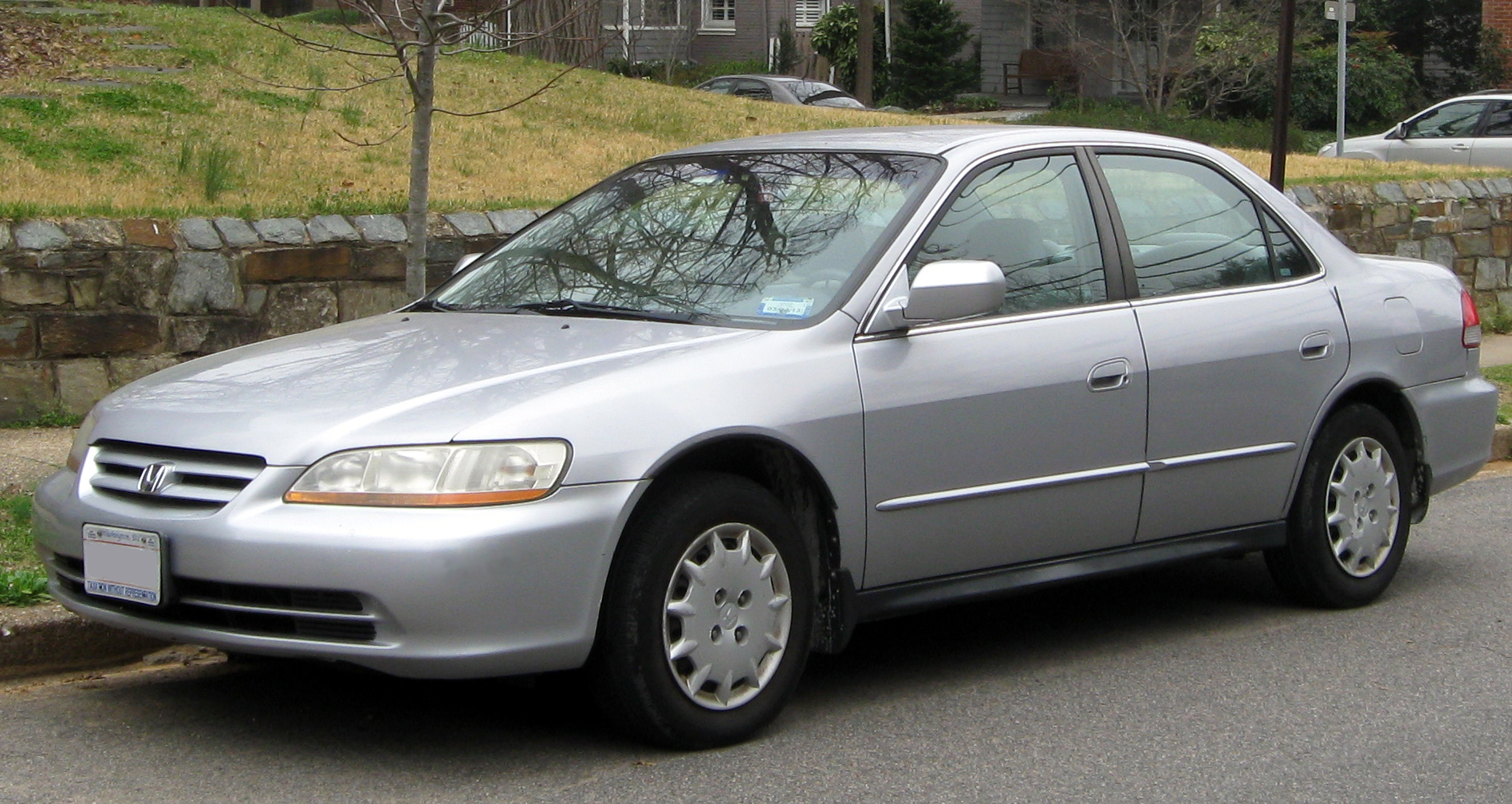
혼다 어코드(후기형) 정측면

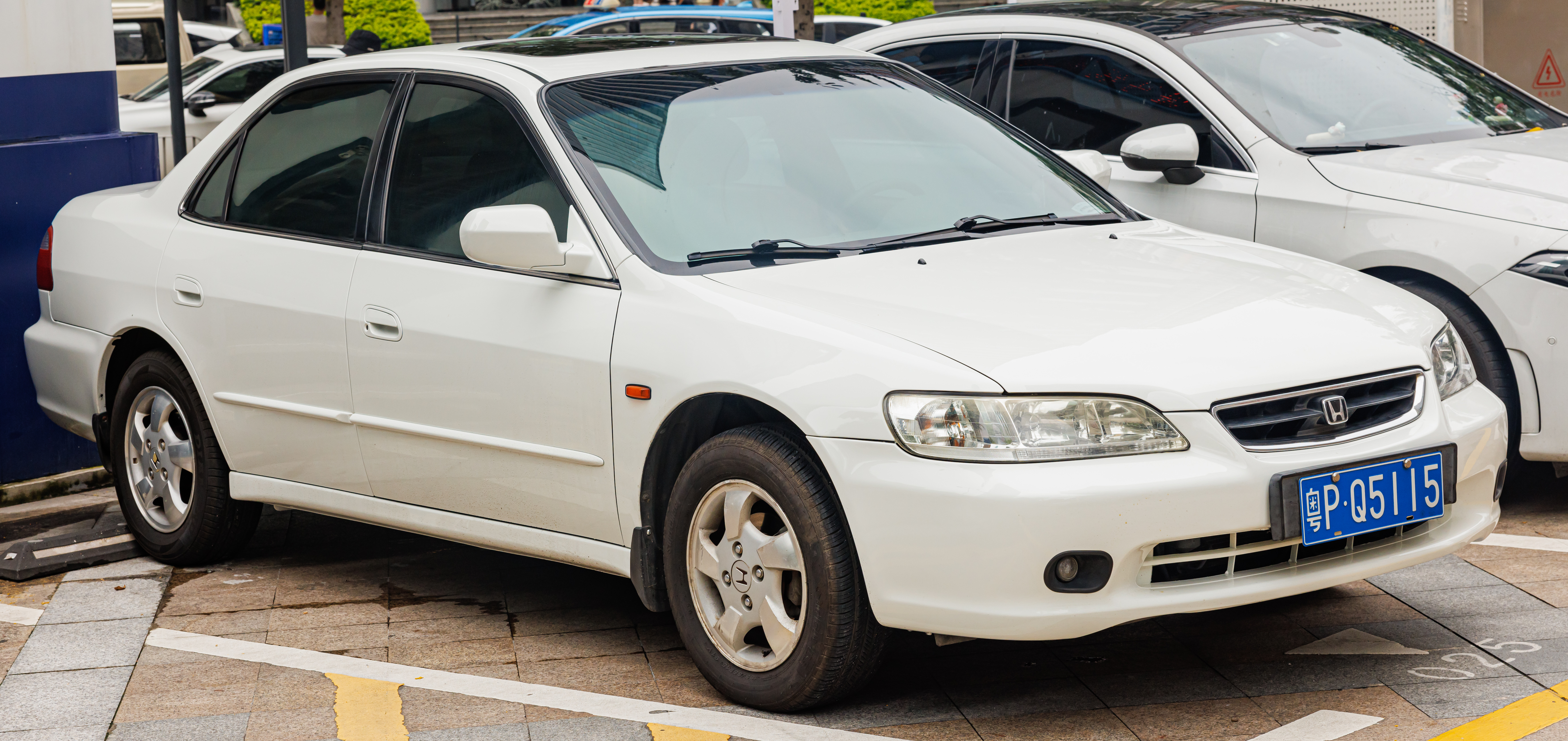
혼다 어코드 중국 사양

미국에서는 승용차 판매 부문 1위 자리를 놓고 치열한 경쟁을 벌이고 있기에 차체 크기가 대형화되었고, V형 6기통 엔진도 장착되었다. 중국, 오세아니아, 동남아시아 등에도 북미 사양이 투입되었기 때문에 세계적으로 보면 북미 사양이 6세대 중에서도 주요 모델이라고 할 수 있다. 2도어 쿠페는 유럽에도 수출되었으나, 5도어 스테이션 왜건은 생산되지 않았다.

### 유럽 사양
4도어 세단과 5도어 해치백이 있었다. 생산은 영국 스윈던 현지 공장에서 행해졌다. 일본 사양과 비교해 전장은 짧으나, 전폭은 넓다.

## 7세대

### 일본/유럽 사양

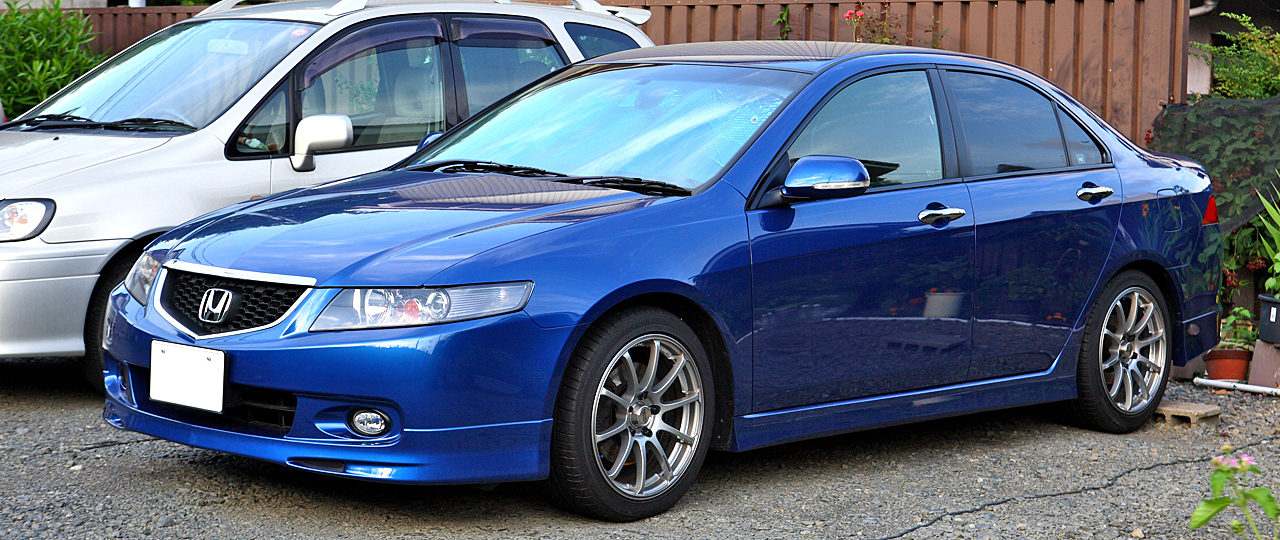
혼다 어코드(전기형) 정측면

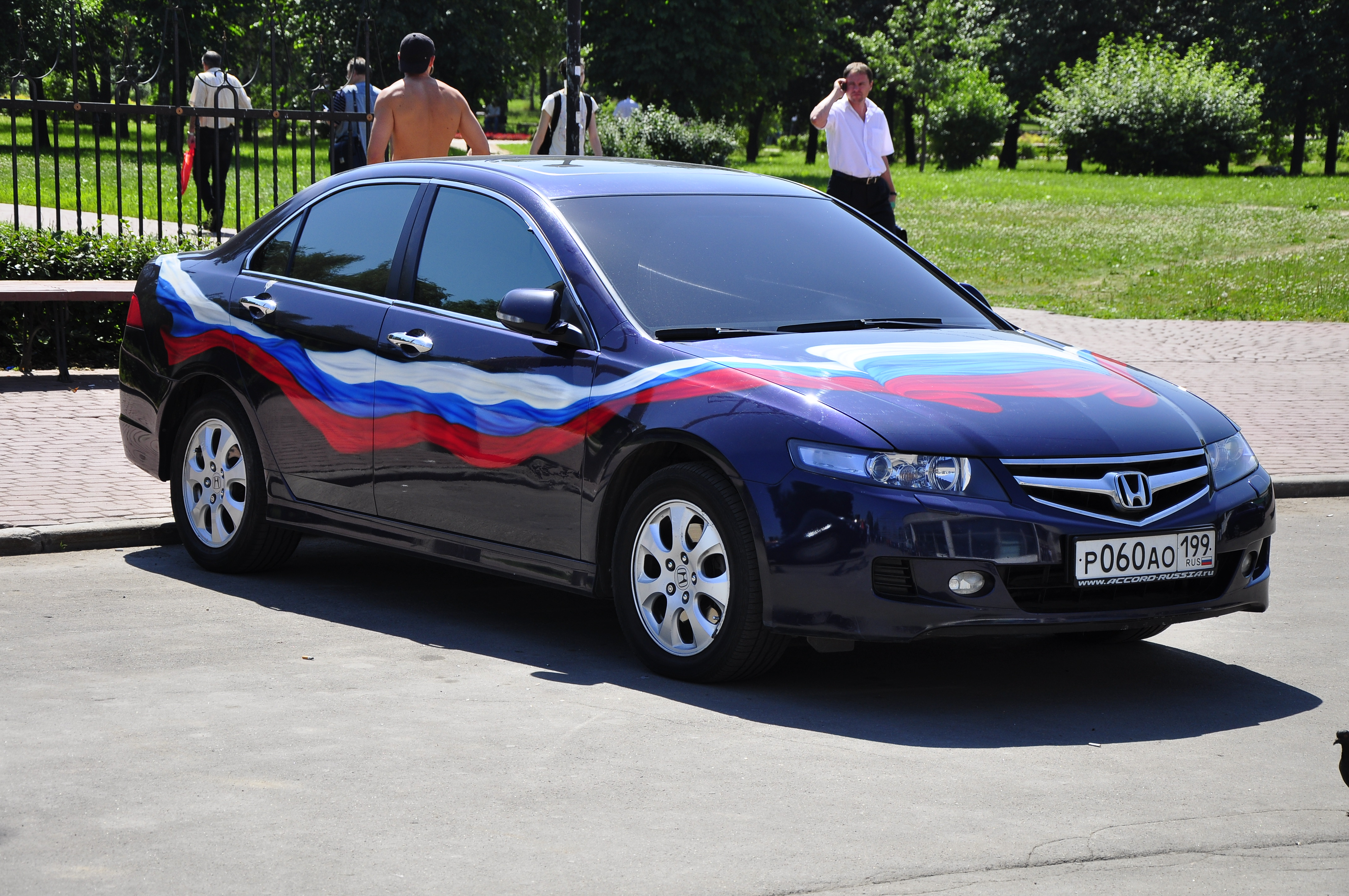
혼다 어코드(후기형) 정측면

6세대처럼 같은 플랫폼을 통해 각 국가별로 다른 차를 생산해 판매했으나, 일본 사양과 유럽 사양은 통합되었다. 4도어 세단과 5도어 스테이션 왜건이 생산되었다. 오세아니아에서는 일본/유럽 사양이 어코드 유로, 북미 사양이 어코드로 판매되었다. 공기 저항 계수(Cd)는 0.26을 기록했고, 출시된 해인 2002년에는 일본 올해의 차를 수상했다. 2005년에 페이스 리프트를 거쳤다. 북미에서는 아큐라 TSX로 판매되었다.

### 북미 사양

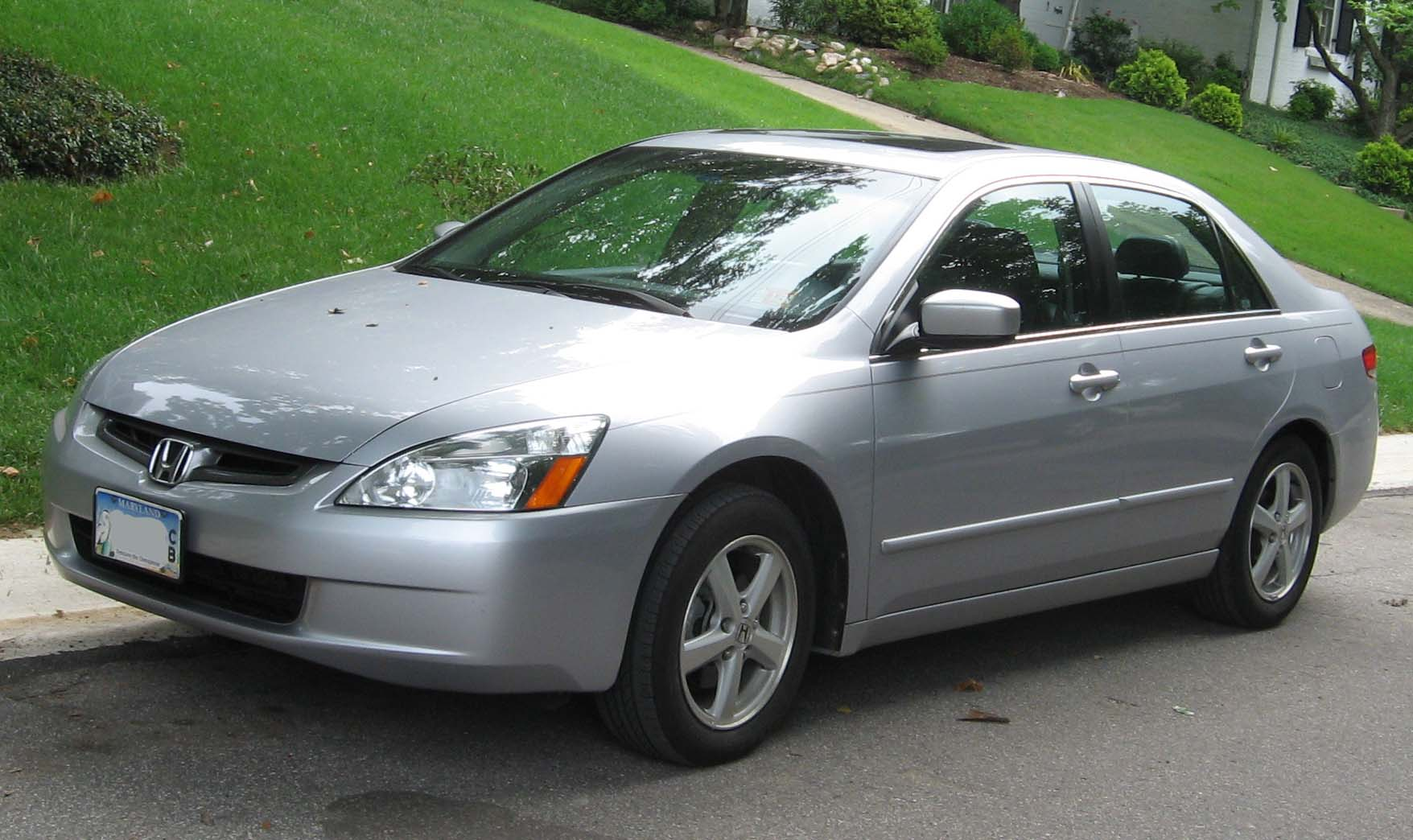
혼다 어코드(전기형) 정측면

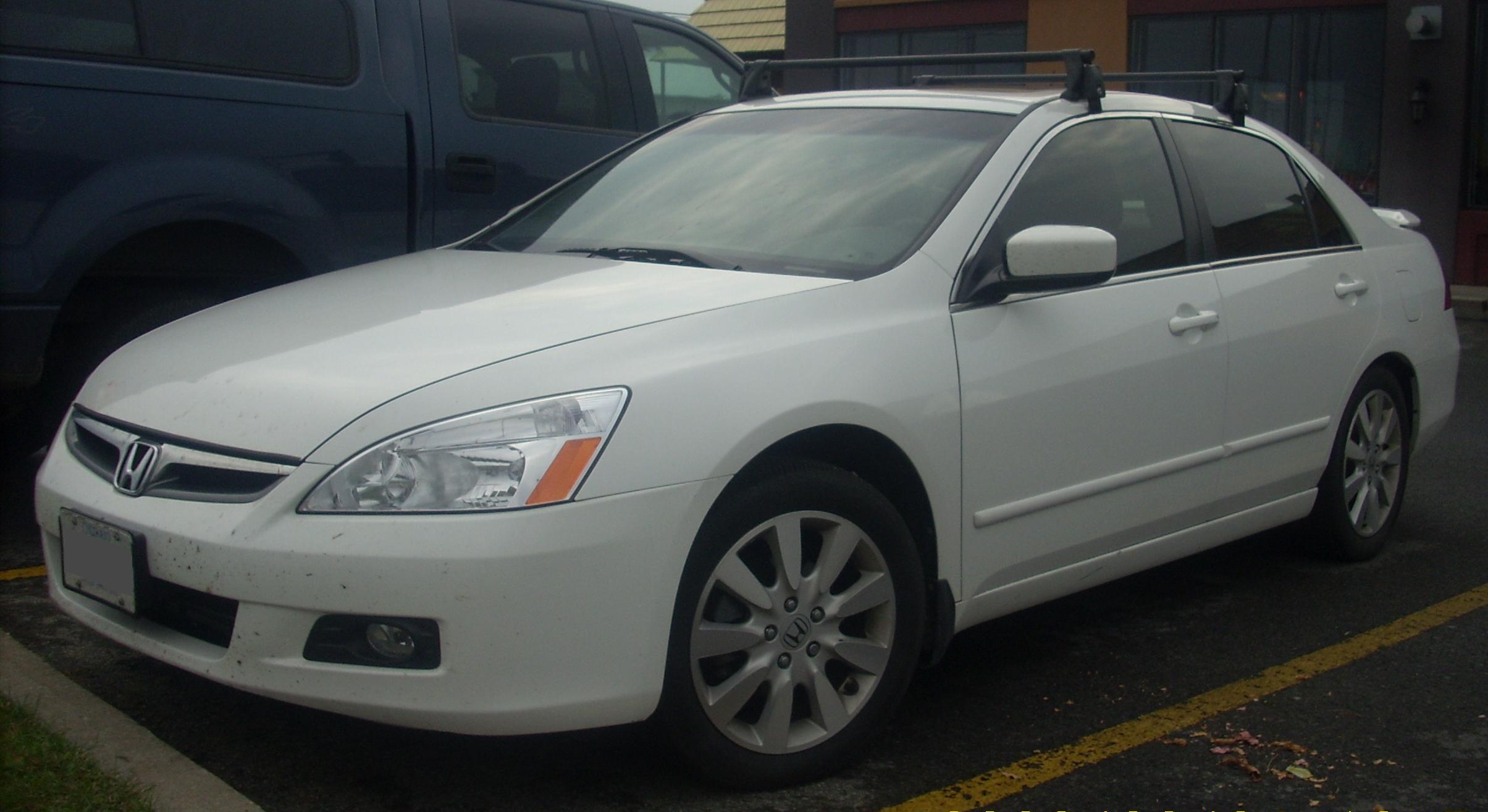
혼다 어코드(후기형) 정측면

독자적인 설계를 통해 차체 크기를 더욱 키웠다. 4도어 세단외에 어느 정도 수요가 있는 2도어 쿠페도 여전히 존재했다. 일본에서는 인스파이어(4세대)로 선보였으며, 준대형차로 포지셔닝하였다. 대한민국에는 2004년부터 공식 판매에 들어갔으며, 일본 사양 대신 인스파이어가 들어와서 어코드로 팔렸다. 엔진은 2.4리터 DOHC와 V6 3.0리터 SOHC 2가지로 나왔고, V6 3.0리터 가솔린 IMA 마일드 하이브리드도 대한민국에서 테스트했으나 결국은 출시되지 않았다. 2005년에는 페이스리프트를 거쳐 가로로 긴 리어 램프가 삼각형 모양으로 바뀌는 등, 후면부가 큰 폭으로 바뀌었다.

## 8세대

### 일본/유럽 사양

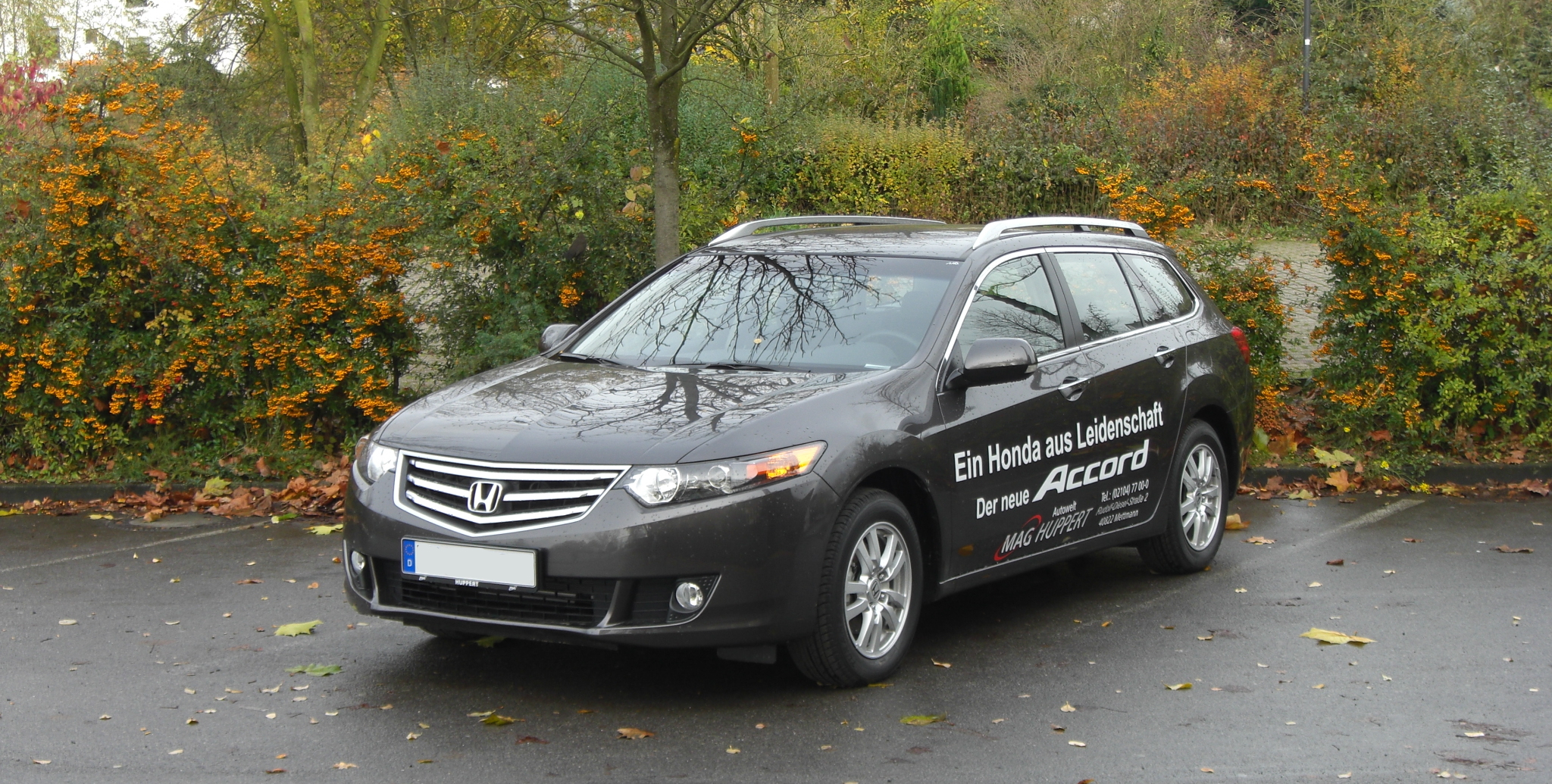
혼다 어코드 투어러(전기형) 정측면

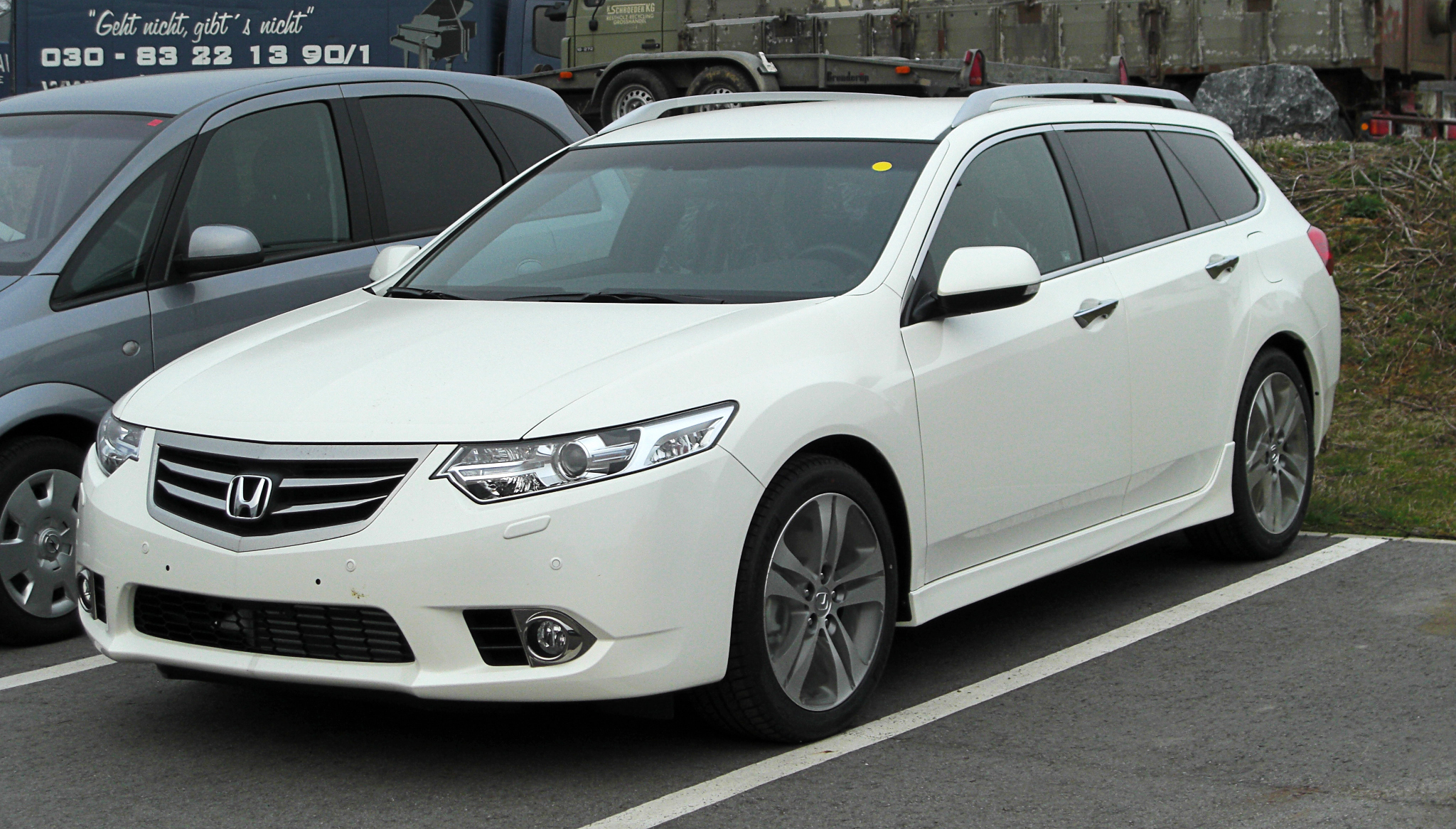
혼다 어코드 투어러(후기형) 정측면

일본/유럽 사양은 7세대의 디자인을 전반적으로 계승했다. 루프와 필러와의 결합 효율을 향상시켜 차체의 강성과 정숙성을 향상시켰다. 7세대와 마찬가지로 북미에서는 2세대 아큐라 TSX로 판매되었다.

### 북미 사양

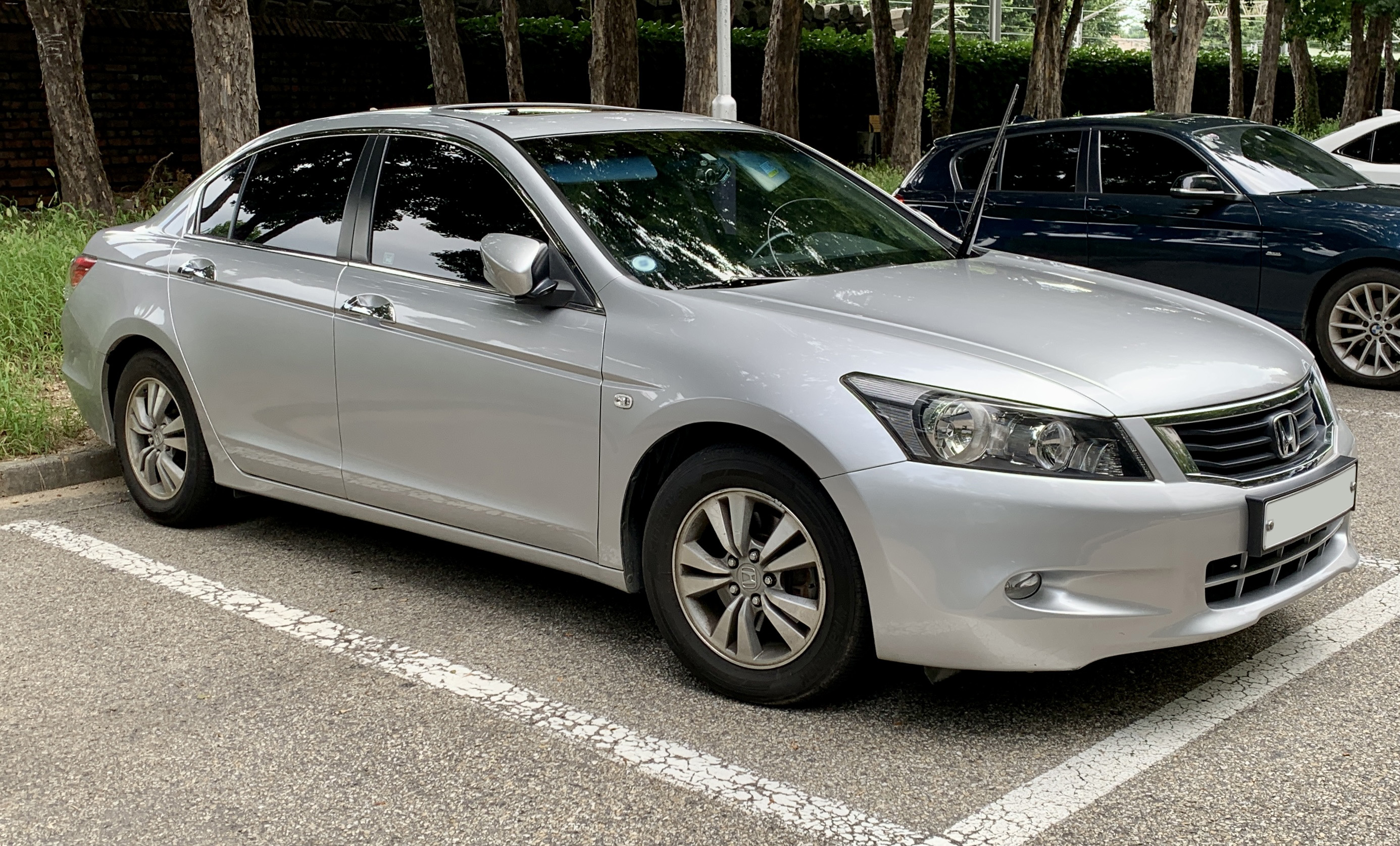
혼다 어코드(전기형) 정측면

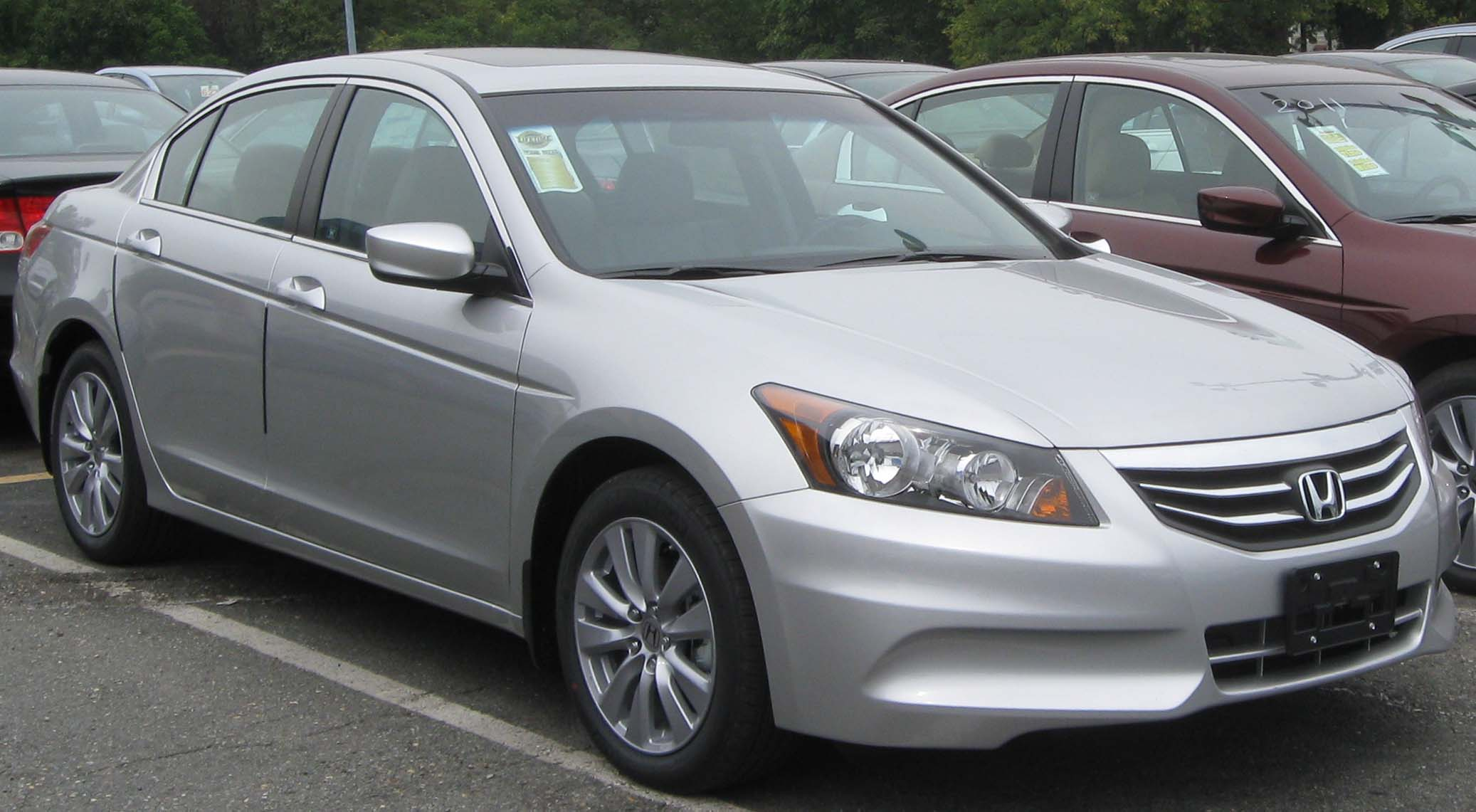
혼다 어코드(후기형) 정측면

대한민국에서 2008년 수입차 판매 1위를 기록했고, 이 덕분에 혼다는 같은 해 수입차 업체 최초로 연간 1만 대 이상의 판매를 기록했다. 전장이 4,900mm를 넘는 등 차체 크기는 확대되어 4도어 세단은 EPA 기준 풀 사이즈 카로 분류되었다. 일본에서는 인스파이어(5세대)로 판매되었다.

## 9세대

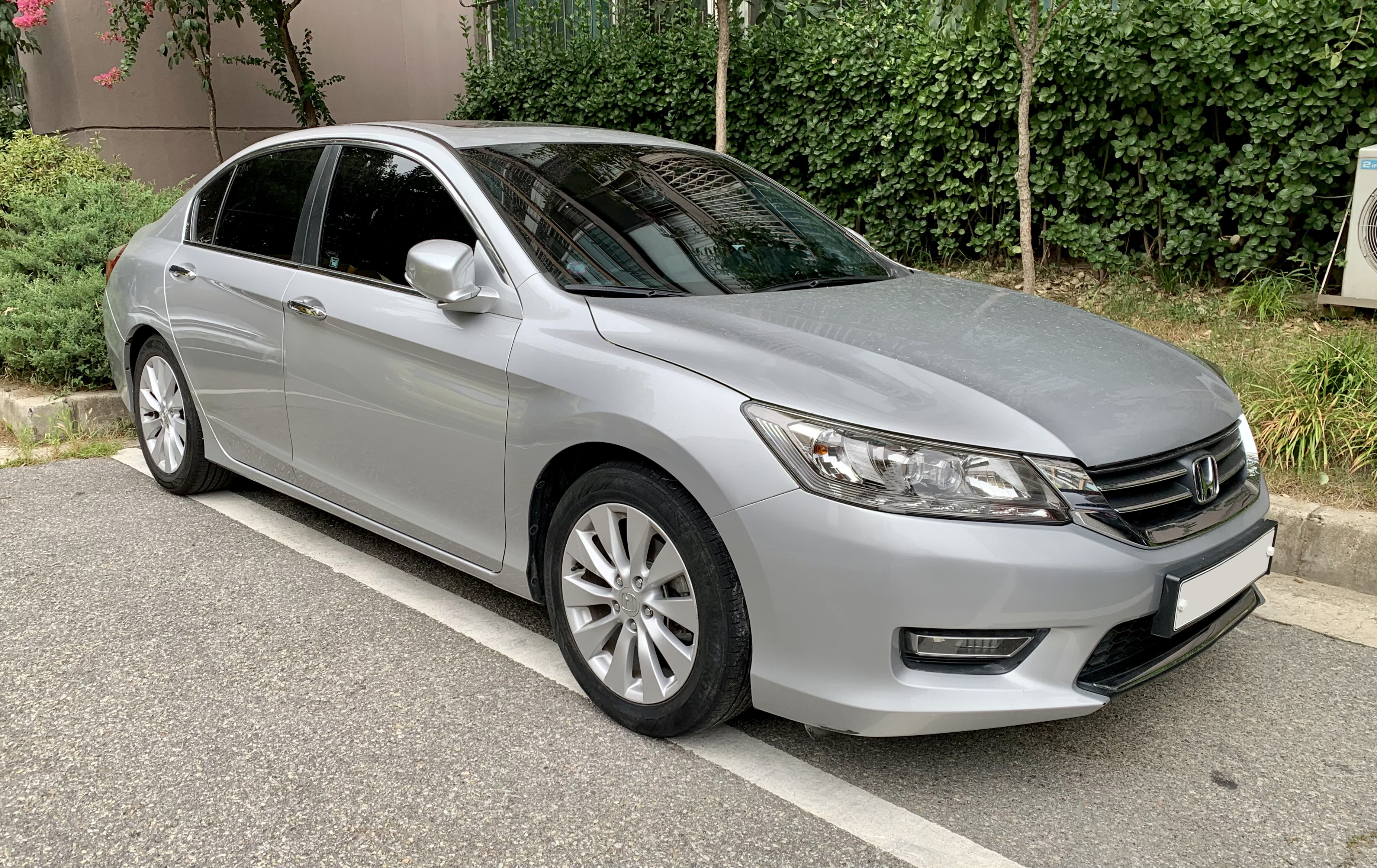
혼다 어코드(전기형) 정측면

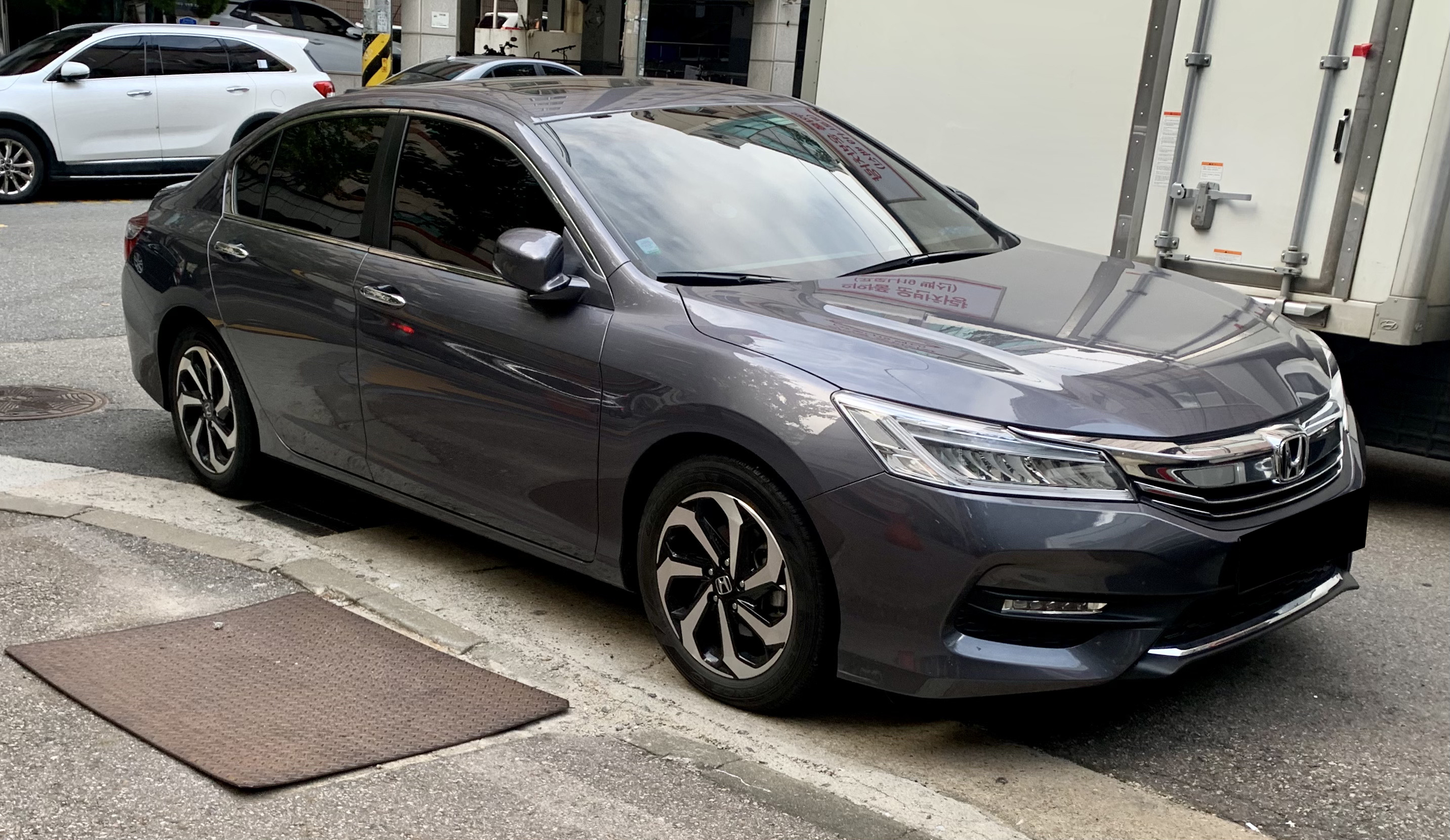
혼다 어코드(후기형) 정측면

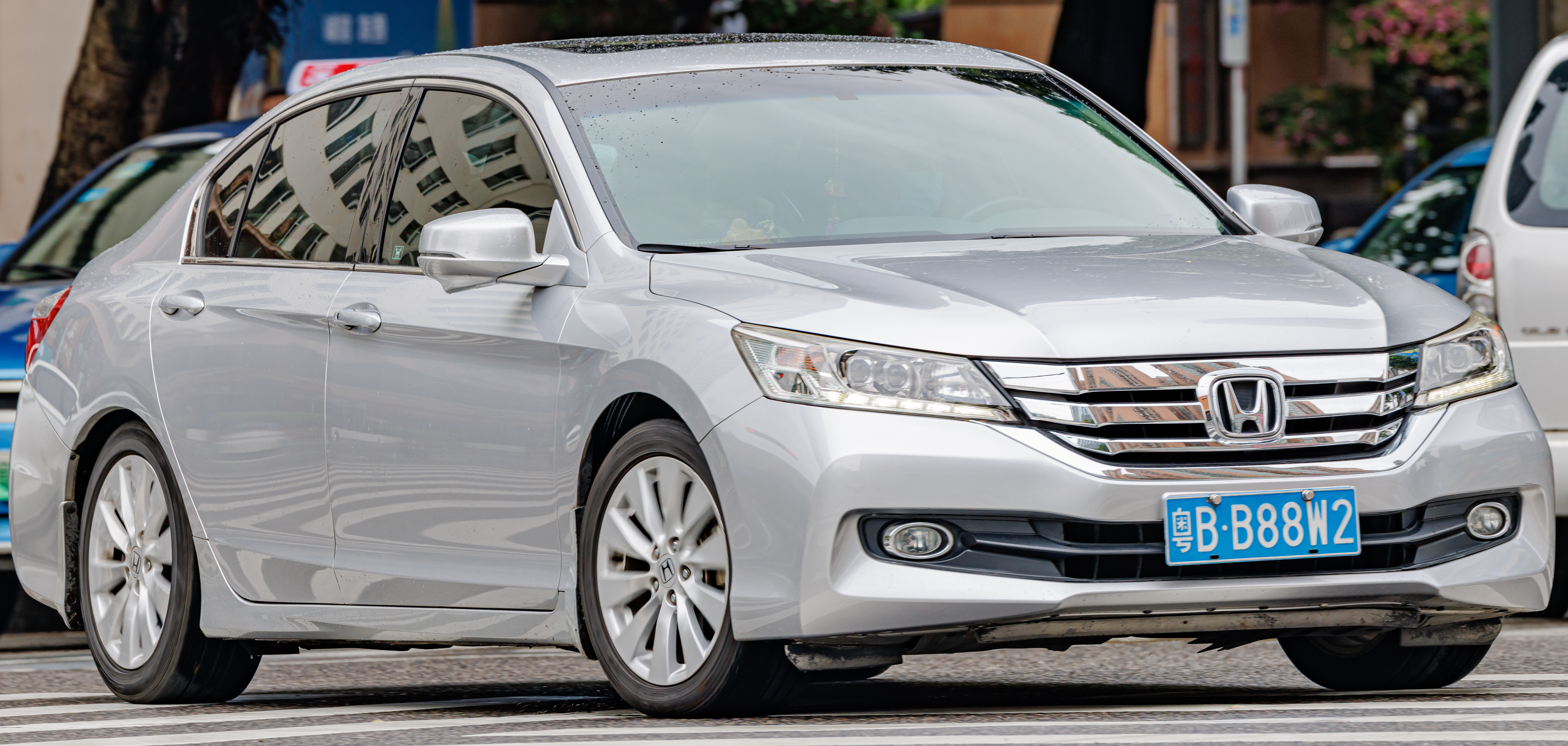
혼다 어코드(전기형) 중국 사양

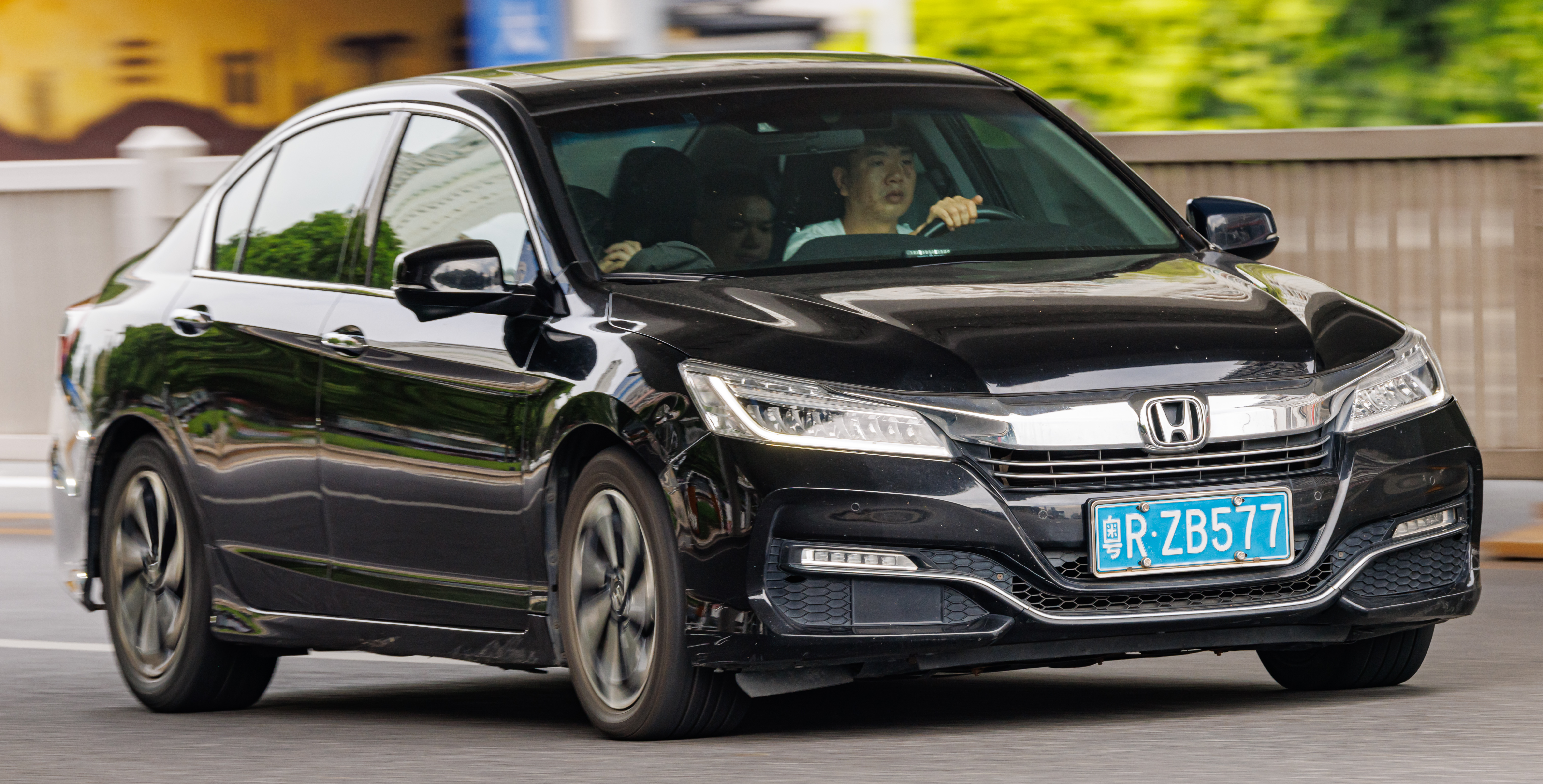
혼다 어코드(후기형) 중국 사양

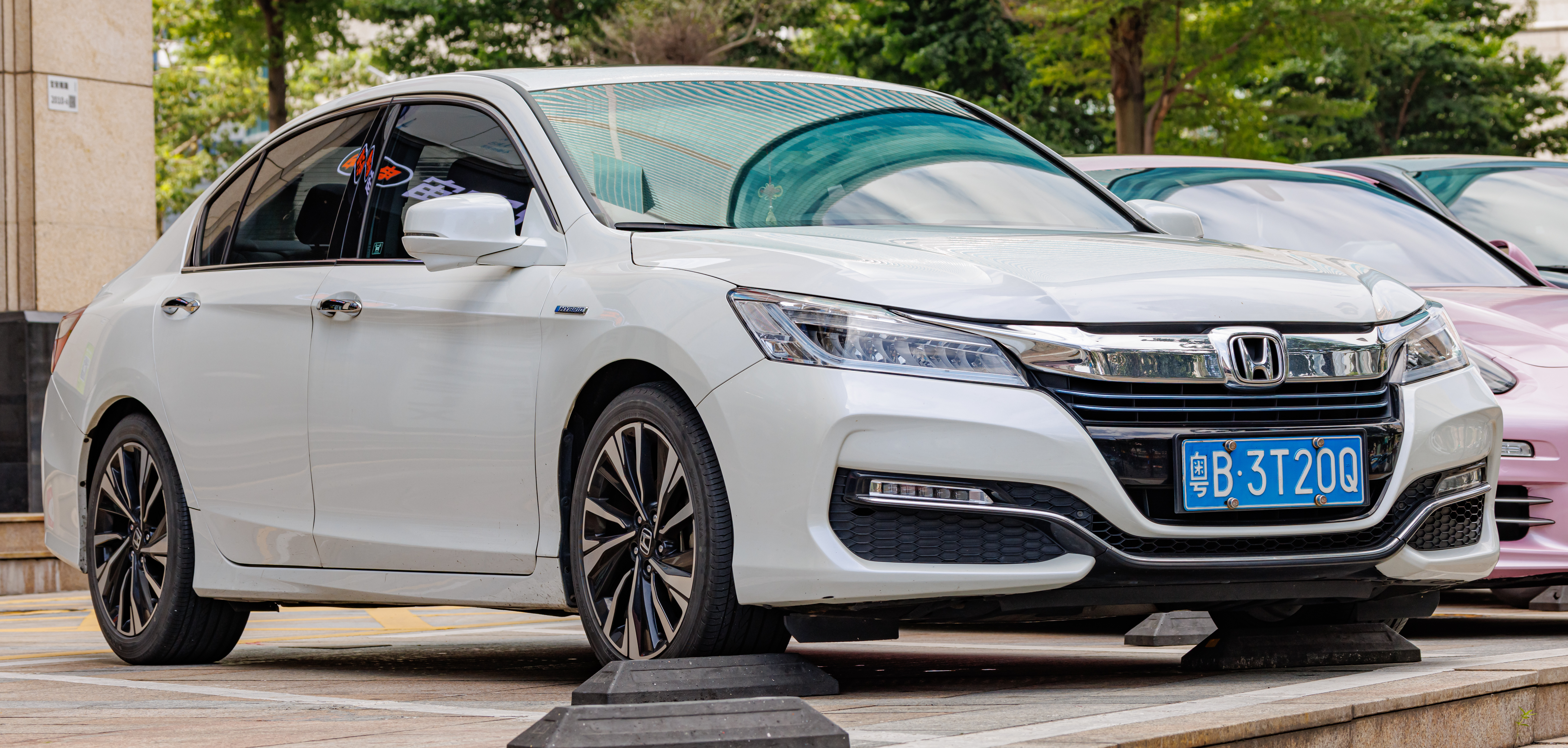
혼다 어코드 하이브리드(후기형) 중국 사양

4년 만에 풀 모델 체인지를 거친 9세대는 역대 어코드 중 최초로 버튼 시동 스마트 키 시스템이 적용되기 시작했다. 혼다에서 드물게 2.4L 엔진과 3.5L 엔진 모두 직분사 방식이다. 중형 세단 최초로 LED 헤드 램프, 듀얼 스크린이 적용되었다. 후미등이 현대 제네시스(BH)와 유사하다는 것이 지적됨에 따라 논란이 되기도 하였다. 카메라의 각도를 130°, 180°로 조절할 수 있고, 위에서 아래로 내려다 보이는 탑 다운 뷰 모드도 선택할 수 있는 멀티 앵글 후방 카메라가 적용되었다. 또 하나의 특징인 레인 워치 시스템은 버튼을 누르거나 방향 지시등을 점등하면 아웃 사이드 미러에 장착된 카메라를 통해 후방 차선과 사각 지대를 보여주는 안전 장비이다. 일본에서 인스파이어가 단종됨에 따라 9세대 역시 일본에서도 어코드로 팔려 5세대부터 국가별로 다르게 설정한 차체는 하나로 통일되었다. 일본에서는 2.0리터 하이브리드 사양만 판매했다. 2015년에 페이스리프트를 거쳐 LED 헤드 램프가 적용되었으며, 일부 디자인이 변경되었다. 2017년 1월 17일부터 대한민국에서도 2.0리터 하이브리드가 추가되었다. 해당 차량은 하이브리드 보조금을 받을 수 있으며, 일반 사양과 달리 하이브리드는 일본 생산분이 들어왔다.

## 10세대

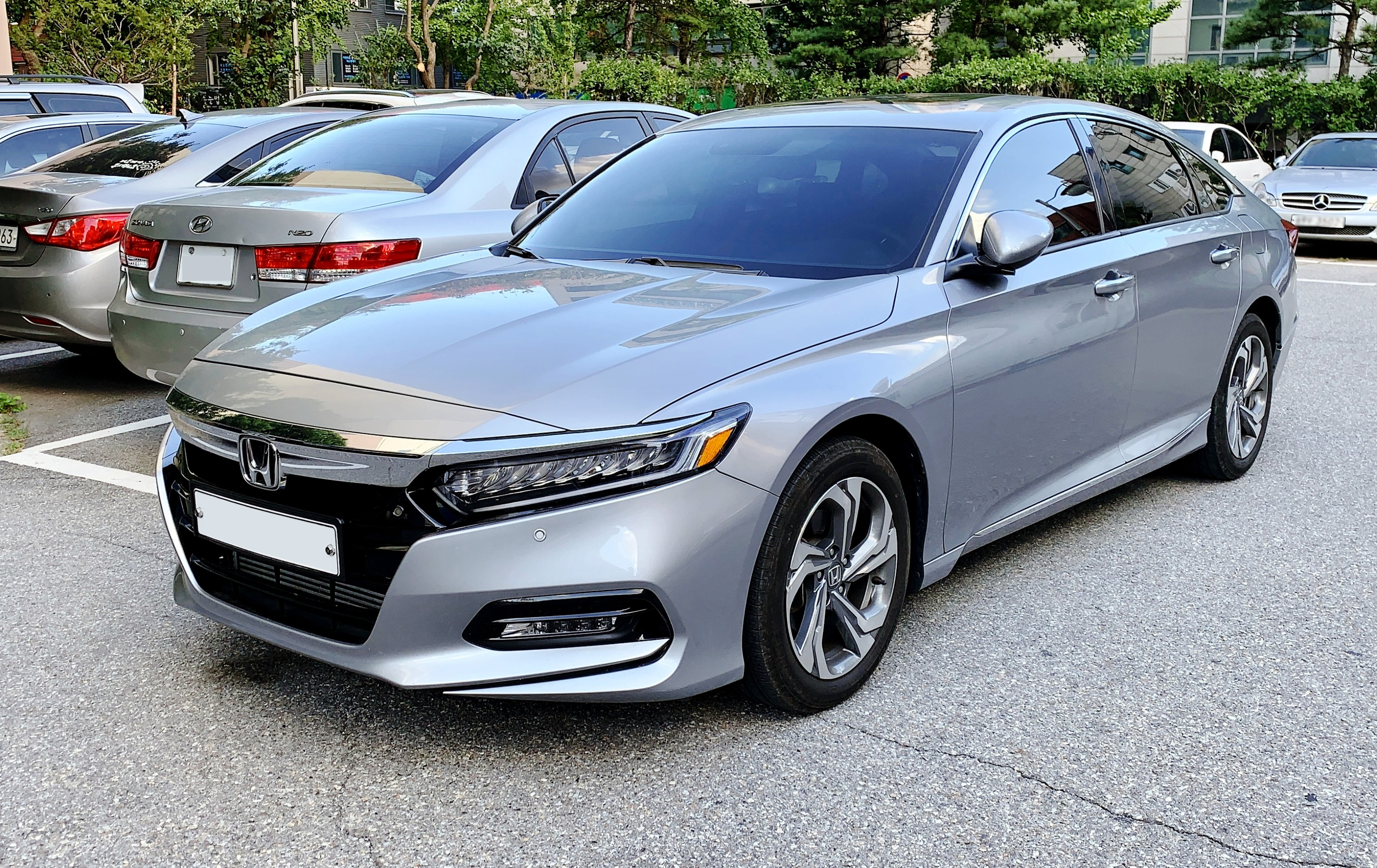
혼다 어코드 정측면

2017년에 출시되었고, 북미형과 유럽형을 모두 통합했다. 엔진은 1.5L, 2.0L 가솔린 터보로 기존의 2.4L, 3.5L를 모두 대체했으며, 이후 2.0리터 가솔린 하이브리드를 추가했다. 혼다 센싱을 적용하여 안전성을 대폭 강화했으나, 대한민국 사양에는 부분변경 때 혼다 센싱이 추가되었다. 부분변경 때 2.0리터 엔진은 하이브리드로 일원화하고, 터보 엔진을 단종했다. 자동변속기는 버튼식이다.
2018년에는 중국에서도 둥펑 혼다를 통해 인스파이어라는 차명을 쓰고, 스피리어를 대체하는 차종으로 현지 생산을 개시했다. 2020년에는 일본에서도 판매되며, 태국 현지공장에서 역수입한다.

## 11세대

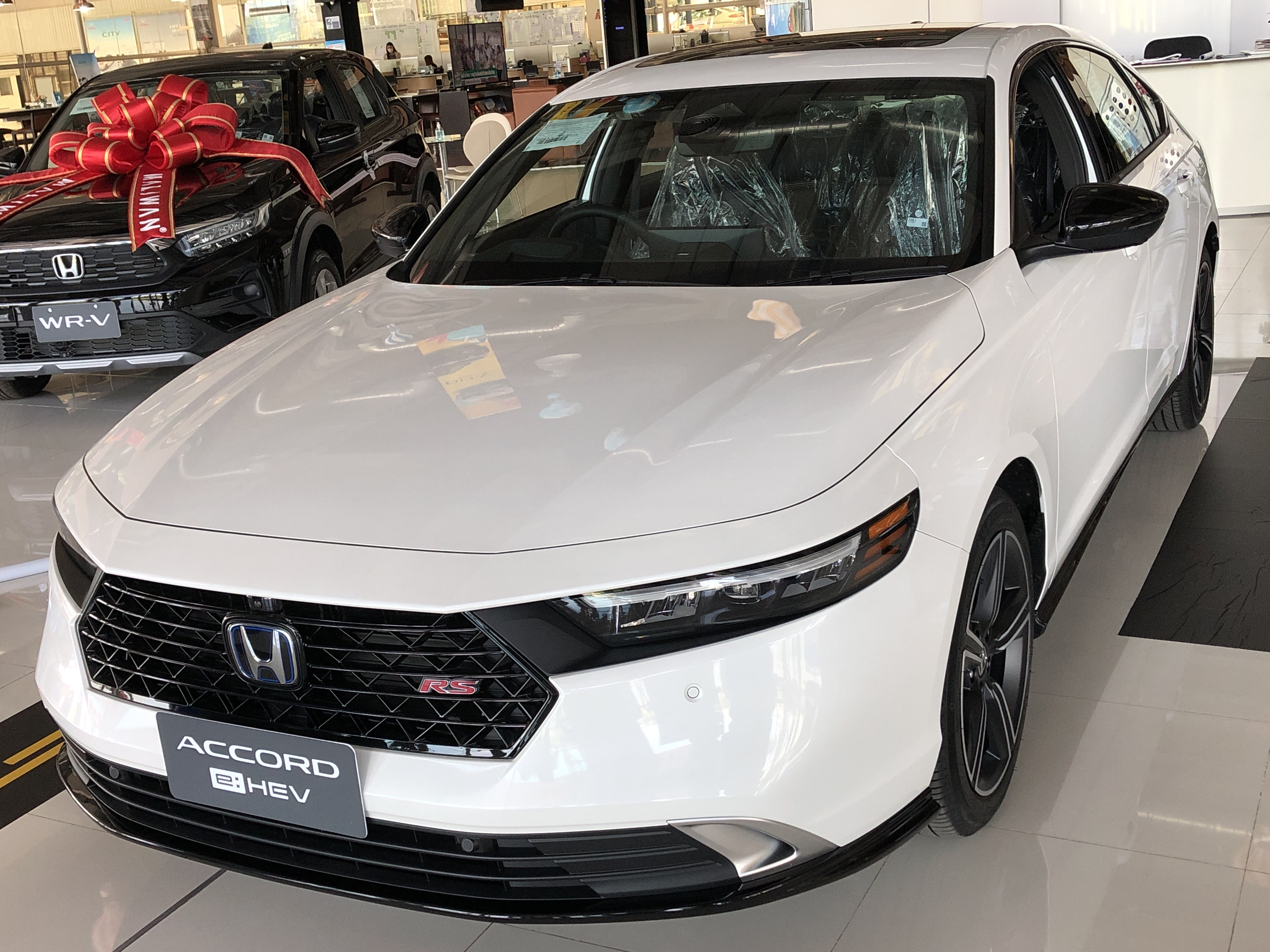
혼다 어코드 e:HEV 정측면

2022년에 선보였으며, 2023년 초부터 판매를 개시한다. 일본 내수용은 10세대처럼 일본에서 생산하지 않고, 태국 현지공장에서 들여온다. 또한 미국 생산지는 CR-V와 시빅이 생산 중인 인디애나주 그린스버그 현지공장으로 이전한다.
북미와 일본 외에도 세계의 여러 국가에서 판매되며, 대한민국에는 2023년 10월 4일부터 온라인으로 사전 계약을 받기 시작한 후 10월 17일에 출시했다. 그리고 혼다코리아가 온라인 계약을 도입함에 따라, 혼다코리아 홈페이지에서 온라인 주문도 가능해졌다.
가솔린 엔진은 10세대처럼 207마력 2.0리터 앳킨슨 사이클 가솔린 하이브리드와 195마력 1.5리터 가솔린 터보를 유지하고, 2.0리터 가솔린 터보 엔진은 더 이상 나오지 않는다. 자동변속기는 기존의 레버식으로 회귀하고, CVT로 일원화한다. 대한민국 복합연비는 1.5리터 가솔린 터보 12.9km/L, 2.0리터 가솔린 하이브리드 16.7km/L다.
10세대처럼 무난한 디자인을 유지하나, 좀더 스포티한 스타일이 가미되었다. 차량 전장이 70mm 가량 길어져 동급 최고의 전장을 자랑하며, 트렁크 크기도 더욱 커졌다. 다만 대한민국 사양에는 10세대까지 장착된 순정 내비게이션 기능이 삭제되어, 내비게이션 앱을 실행한 후 안드로이드 오토 혹은 애플 카플레이로 미러링하여 이용해야 한다.